# 日本全国縦断ロケ
日本全国縦断ロケ（にほんぜんこくじゅうだんロケ）は、テレビドラマ『西部警察 PART-II』から『西部警察 PART-III』にかけて行われた、テレビドラマとしては異例の大規模な地方ロケ。『西部警察』は、全国縦断ロケ以前にもPART-Iで大規模な地方ロケを複数回行っているので、そちらも一部取り上げる。

## 全国縦断ロケを企画した背景
木暮課長役を演じる石原裕次郎が、解離性大動脈瘤による長期にわたる闘病生活からの復帰を記念すると共に、闘病中の全国のファンの応援に対する謝意と、自分の元気な姿を少しでも多くの人に見てもらいたいという意図から企画された。
また、爆破やカークラッシュなど視聴者が求める過激なアクションを実現するには、東京都内では自由にやりにくくなっているという事情もあった。すでにPART-Iの頃から限界が露呈しており、PART-I時代の大規模爆破ロケは、都内では『無防備都市前・後編』『爆発ゾーン』『4号岸壁の殺人』『燃える罠からの脱出』『バスジャック』を数える程度で、その他は山梨や九州、静岡（伊豆、富士山周辺）など地方で行われている。

## 概要
全国16道府県において全11回にわたるロケを敢行した。ロケ先は北から順に北海道、宮城県、山形県、福島県、静岡県、愛知県、三重県、滋賀県、京都府、大阪府、兵庫県、岡山県、香川県、広島県、福岡県、鹿児島県。山形県を除くロケ先は全て当時のテレビ朝日系フルネット局の放送地域となっている。
地方ロケにおける車両と建造物の破壊の規模は通常のストーリーの比ではなく、ロケの動員スタッフを含めた人数は100人以上、関係車両数も現地調達の車両を除いても50台以上あった。当時としてはドラマ撮影はもとより、映画撮影以上の規模である。
この地方ロケを石原プロ単独で仕切るには規模が大きすぎるため、ロケ地元の放送局の担当スタッフが候補地の選定、道路使用許可や消防法関係などの事務手続き、エキストラやホテル、食事などの手配、現場の警備などを仕切っていた。また、警備には現職の警察官が動員されることもあった。結果、ロケ地元の放送局にとっては企画立案・ロケ先の選定から実際の撮影・撤収を含め、半年から1年以上を要する一大プロジェクトとなった。地元放送局にとってこの地方ロケの仕切りはメンツの戦いだったようで、第1弾の静岡編で国鉄（当時）静岡駅前にヘリコプターを着陸させたことに対し、他のテレビ朝日系列局が静岡けんみんテレビ（現：静岡朝日テレビ）へ苦情を入れたと言われている。なお、当時の静岡駅は高架化と駅前の再開発事業が行われており、駅前に広大な空き地があることからヘリコプター着陸の許可が下りたとの記述が静岡朝日テレビの社史に記されている。
取り上げるストーリーの題材も、回を重ねるにつれて現実離れしていき、「超合金技術の人材を含めた海外流出」（福島ロケ）、「生物兵器強奪」（鹿児島ロケ）、「ミサイル強奪」（山形ロケ酒田）、「核爆弾テロ計画」（宮城ロケ）など、事件のスケールも増していった。犯人側の末路も通常のストーリーではあまり見られなかったクライマックスにおける絶命（大門による射殺、あるいは乗り物や建物とともに爆死）がほとんどで、使用する武器も機関銃や自動小銃（M16）、手榴弾やバズーカ砲（M72 LAWなど）、地雷などが頻繁に登場した。警察側の装備は、特に大門が現場へ向かう際のクライマックスシーンにヘリコプターが多用され、鳩村役の舘ひろしはそれを評して「（こっちは朝からずっと撮影なのに向こうは昼過ぎにヘリでパッと来て撃って帰って）スターはいいなあ…」と、2004スペシャルの前宣伝番組において回顧している。
爆破する対象物は、初期は廃屋や遊覧船など地元企業の所有物が多かったが、福島編からは爆破するための建造物をわざわざ造るようになった。大門役の渡哲也は当時の状況を「とにかく船でも何でもぶっ飛ばして、爆破するものがなくなって煙突まで爆破してしまった」と、爆破する対象を探すのに苦労していたことを語っており、それが福島以降の「建造物を作って爆破する」というスタイルになっている。
ロケ先では事前に撮影告知のCMが放送されていたこともあり、各地とも熱狂的な歓迎を受け、観覧客の渋滞に巻き込まれ撮影スタッフが現場にたどり着けなくなるというトラブルも発生した。ドラマ本編にも大勢の観客が映り込んでいるシーンがあり、当時の熱狂ぶりをうかがい知ることができる。
当時のテレビ朝日の土曜日昼の人気番組『独占!女の60分』では、地方ロケ編が放映される前日にアタッカー（リポーター）がロケ現場の舞台裏を取り上げていたほか、ロケ先となる地元局の情報番組でも同様の内容が放送されていた。そのPRもあって、地方ロケの地元における視聴率は軒並み高水準をキープしていた。

## ロケに際し石原プロが還元したサービス

### セリフに協賛企業名
各地方ロケ先では、地元の協賛企業名・団体名や実在する商品名が劇中に全面的に取り入れられており、従業員がエキストラ役で登場することも多かった。これは番組制作に協力してくれた企業・団体に対してのお礼と感謝を込めた恩返しの一環であり、この方針は石原裕次郎が他界した後の石原プロにも継承された。このような宣伝行為を広告専門用語でプロダクトプレイスメントと言う。名産品の商標や商品名を口にしながら、試食しては「うまい!」などと絶賛したり、土産を買い込んだりと宣伝役を果たすのは、決まって三枚目の平尾刑事（峰竜太）の役回りであった。
特に劇用車を提供していた日産自動車は、ロケ先の販売会社（ディーラー）もメーカーと共に全面的に協力して、刑事達が販売会社を訪ねて社員（セールスマン）に対して聞き込み捜査をするシーンや、販売会社の社長が自ら登場し捜査に協力するシーンがあったりなど、ロケ先の販売会社の名がストーリーの中で頻繁に登場していた。「市内の日産の全販売会社に捜査協力を要請した」「市内全域に無線を搭載した日産販売会社のサービスカーを走行させ、不審車両を発見したら即座に無線連絡してもらうようにしている」「日産の販売会社の社長が、事件捜査に全面的に協力してくれる事になった」などといった、宣伝を兼ねたセリフもしばしば用いられていた。
この他、ロケ先となる地元の放送局も、捜査協力の一環として無線傍受や映像監視を行うシーンがあり、回によっては地元局が保有する中継車が登場することもあった。

### ロケ地元でのコンサート
地方ロケの性質上、道路封鎖、騒音、混雑といった、地元にとっては喜ばしくない事象が多々発生する。そこで石原プロでは、ロケ先の地元で制作前の舞台挨拶ともいえるイベントを行っていた。関西ロケの挨拶イベントでは、公称12万人の見物人が大阪城公園に訪れた。地方ロケ初期においては企画主の石原裕次郎が、病気の際の大きな支援へのお礼をファンに直接伝えていた（もともとはこれがロケの目的の一つである）。なお、このイベントは撮影に利用され、姿を変えてストーリーに登場する（名古屋、仙台ロケでの鳩村オン・ステージ）こともあった。

## 西部警察PART-II時代の全国縦断ロケ
第1弾から第4弾までが該当する。
視聴率は、ビデオリサーチ社関東地区の調べ。

### 第1弾：静岡

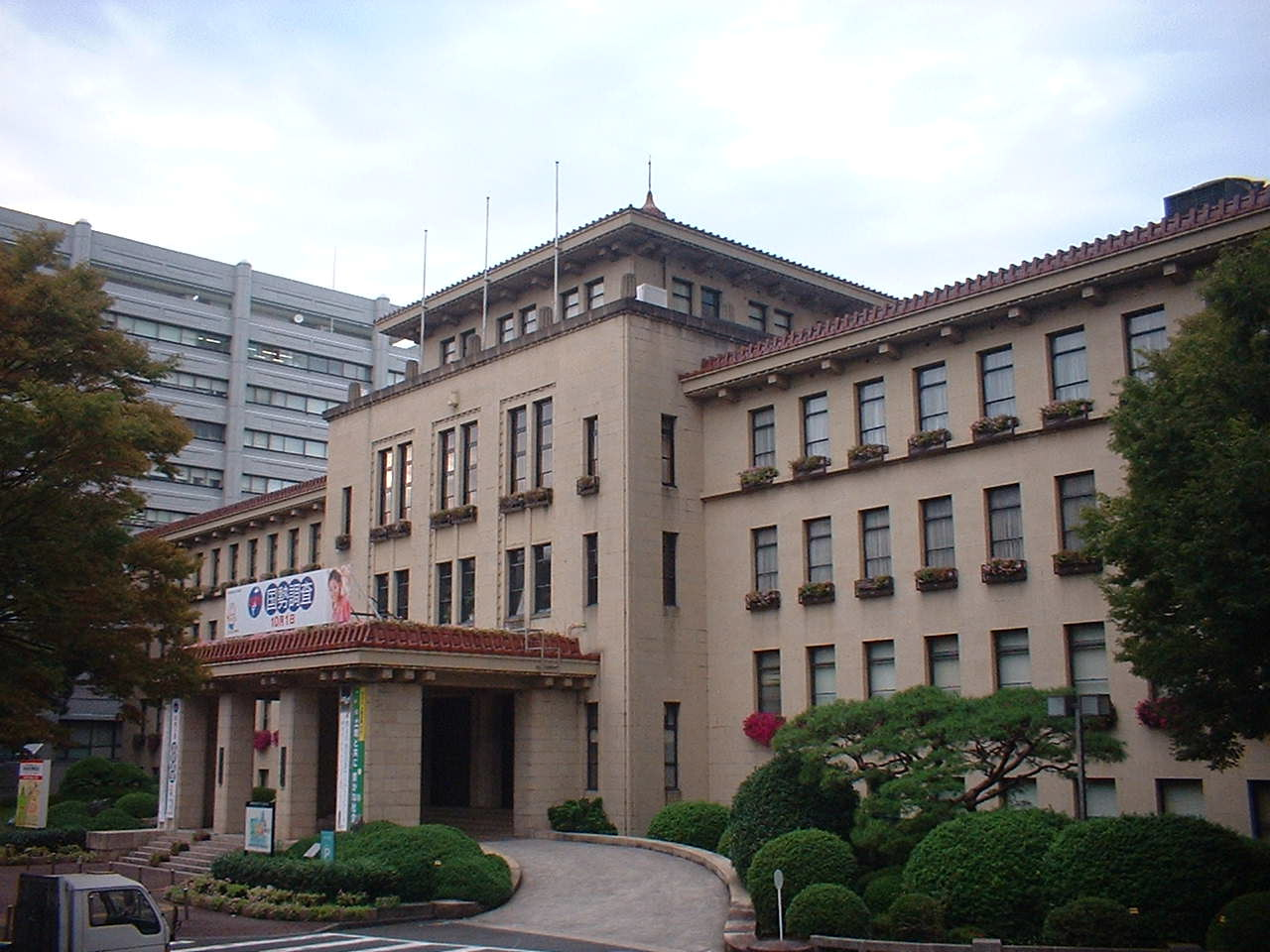
劇中では警察署として使用された静岡県庁
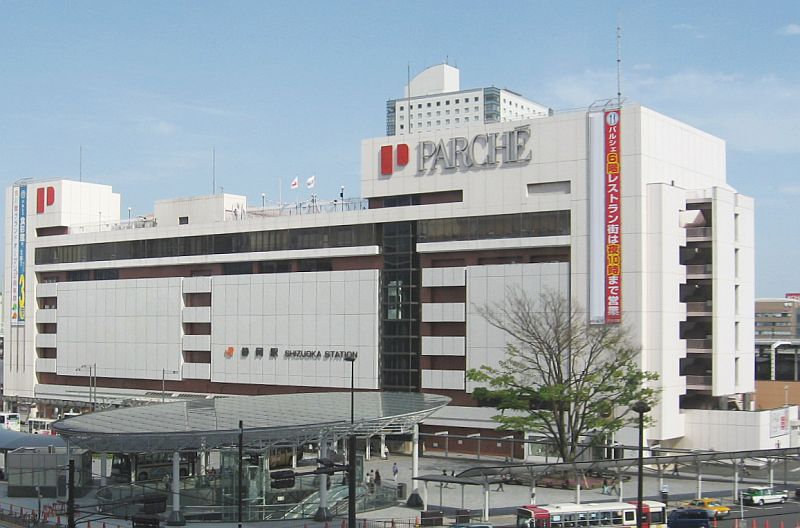
静岡駅北口（パルシェ）
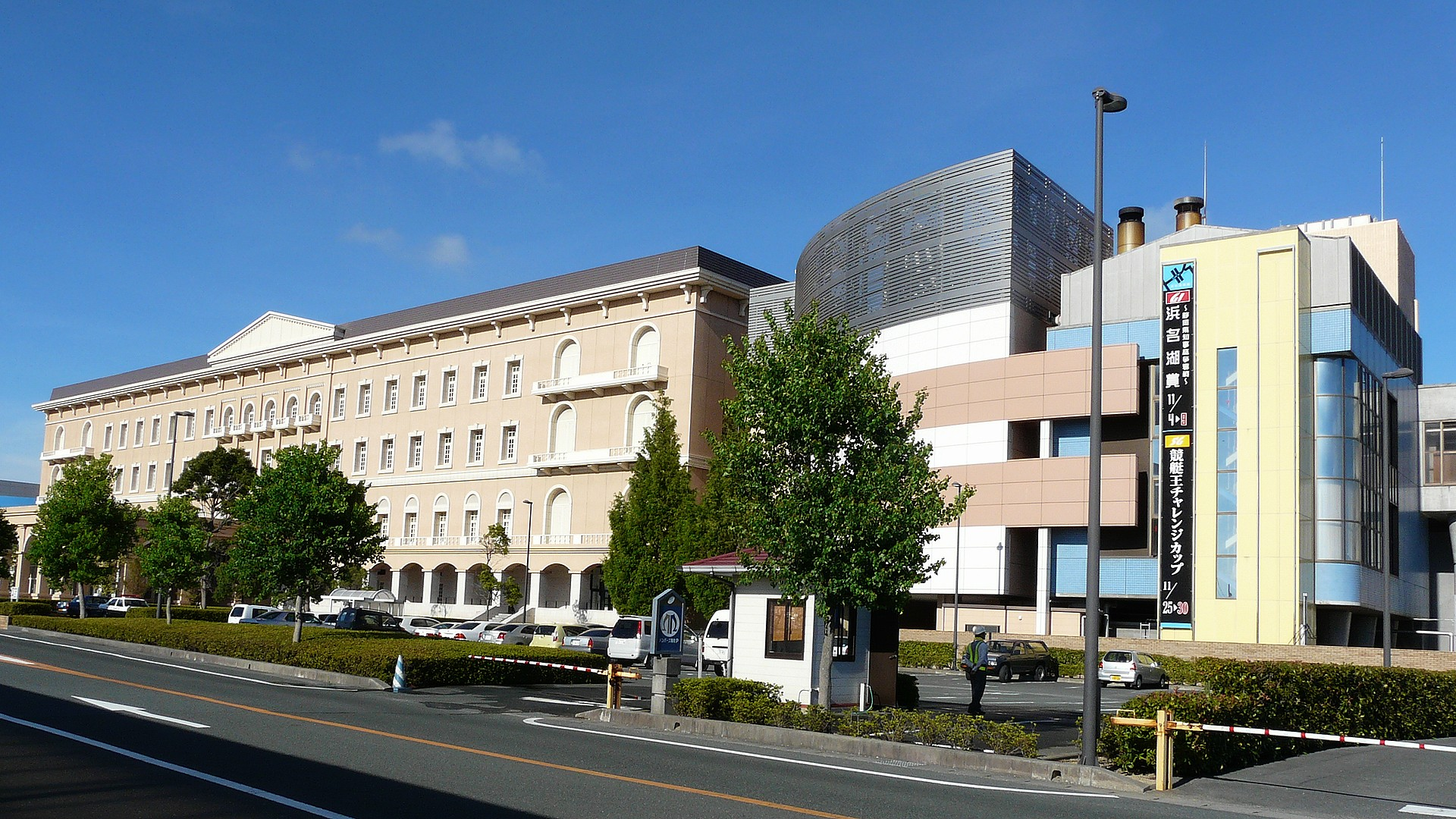
浜名湖競艇場
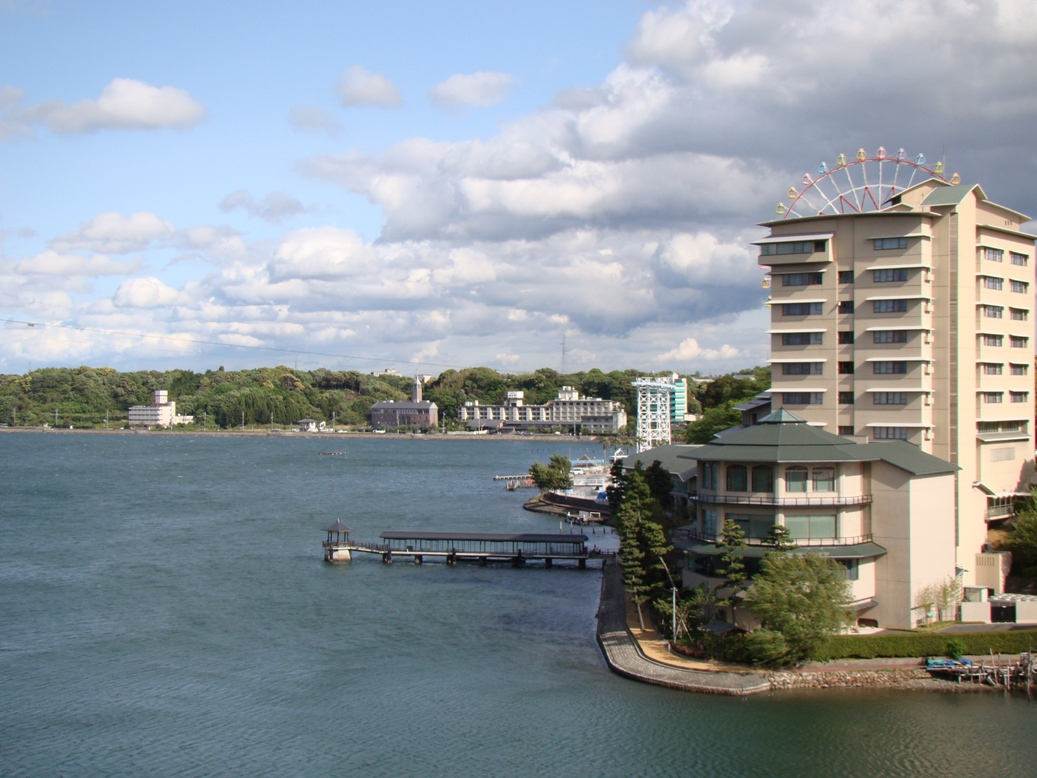
舘山寺温泉
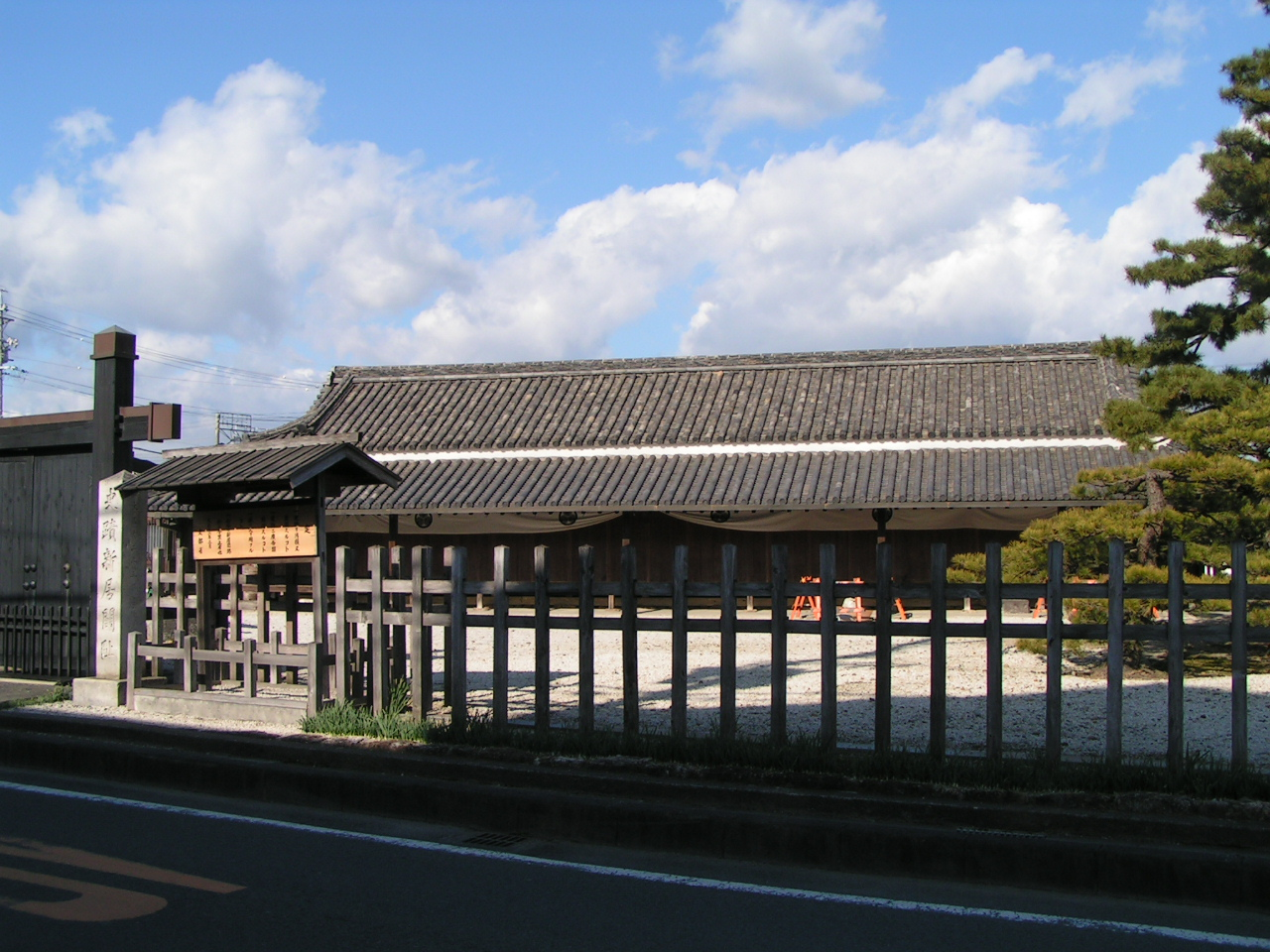
新居関所

- 放送日程
  - PART-II 第10話（1982年8月8日）「大追跡 !! 静岡市街戦 - 静岡・前篇 -」（視聴率15.8 %）
  - PART-II 第11話（1982年8月15日）「大激闘 !! 浜名湖決戦 - 静岡・後篇 -」（視聴率10.2 %）

- ストーリー概略

前後編通して一つのストーリーが展開。武器密輸組織と、その密輸武器を奪い金塊強奪をたくらむ不動産屋を隠れ蓑にした組織と、二つの犯罪組織を追って静岡に現れた大門軍団とのバトル。
- ロケ日程：1982年5月23日 - 1982年5月29日
- 撮影協力：静岡市、浜松市、静岡県庁、静岡駅ビル（パルシェ）、清水港、焼津港、いちごロード、柳屋本店、丸八真綿、富士サファリパーク、浜名湖競艇場、かんざんじ温泉、日本平、新居関所、海洋牧場（現在は会社が存在しない）、岩堀金属（100円ライターのコインアップ）、サンパレスホテル、ホテルリステル浜名湖、遠州鉄道（遠鉄ホテルエンパイア、浜名湖遊園地パルパル）、静岡日産会
- 制作協力：静岡けんみんテレビ（現：静岡朝日テレビ）

- 破壊された主な建造物・乗り物

リステル浜名湖所有の遊覧船
第11話終盤に金塊強奪犯の杉森らに強奪され、大門軍団や静岡県警が包囲する。杉森が大門に向けてバズーカを撃とうとした時に大門に撃たれ爆破炎上
貯木場の事務所（清水市折戸…現：静岡市清水区折戸）
密売組織のアジトで、大門軍団との銃撃戦の最中に犯人が手榴弾を投げようとした時に大門に撃たれ、爆発炎上
- 浜名湖で犯人を狙撃しようとした橋

浜名湖北西の猪鼻湖南端、浜名湖レイクサイドウェイに架かる新瀬戸橋
- ゲスト

第10・11話
木村重造（ライフル密売組織の売人・中西）
立枝歩（中西の妹）
小池雄介（悪徳不動産屋・山根行宏）
第10話
中庸助（ライフル密売組織の主犯・坂上宗之）
上田耕一（ライフル密売組織の共犯）
永野明彦（中西を殺そうとした密売組織の殺し屋）
第11話
田中浩（金塊強奪犯の主犯・杉森重吉）
高品正広（金塊強奪犯の共犯・岩城則夫）
椎谷建治
- その他

静岡は東京から比較的近いので、通常のストーリーにおいて県東部や伊豆でのロケがシリーズを通して複数回あった。このため、縦断ロケでは県東部でのロケを富士サファリパークのみとし、主要ロケ地としては県中部の清水市（現：静岡市清水区）や静岡市（現：静岡市葵区、駿河区）から焼津市にかけてと、県西部の浜松市及び浜名湖周辺という、静岡県内でも東京から離れた地域でロケーションを行った。
本作は地方ロケで唯一、「マシンX」並びに鳩村率いる「特機隊」が登場する回である。
第11話の遊覧船爆破シーンは、PART-III前期のオープニングでも使用されている。

### 第2弾：広島

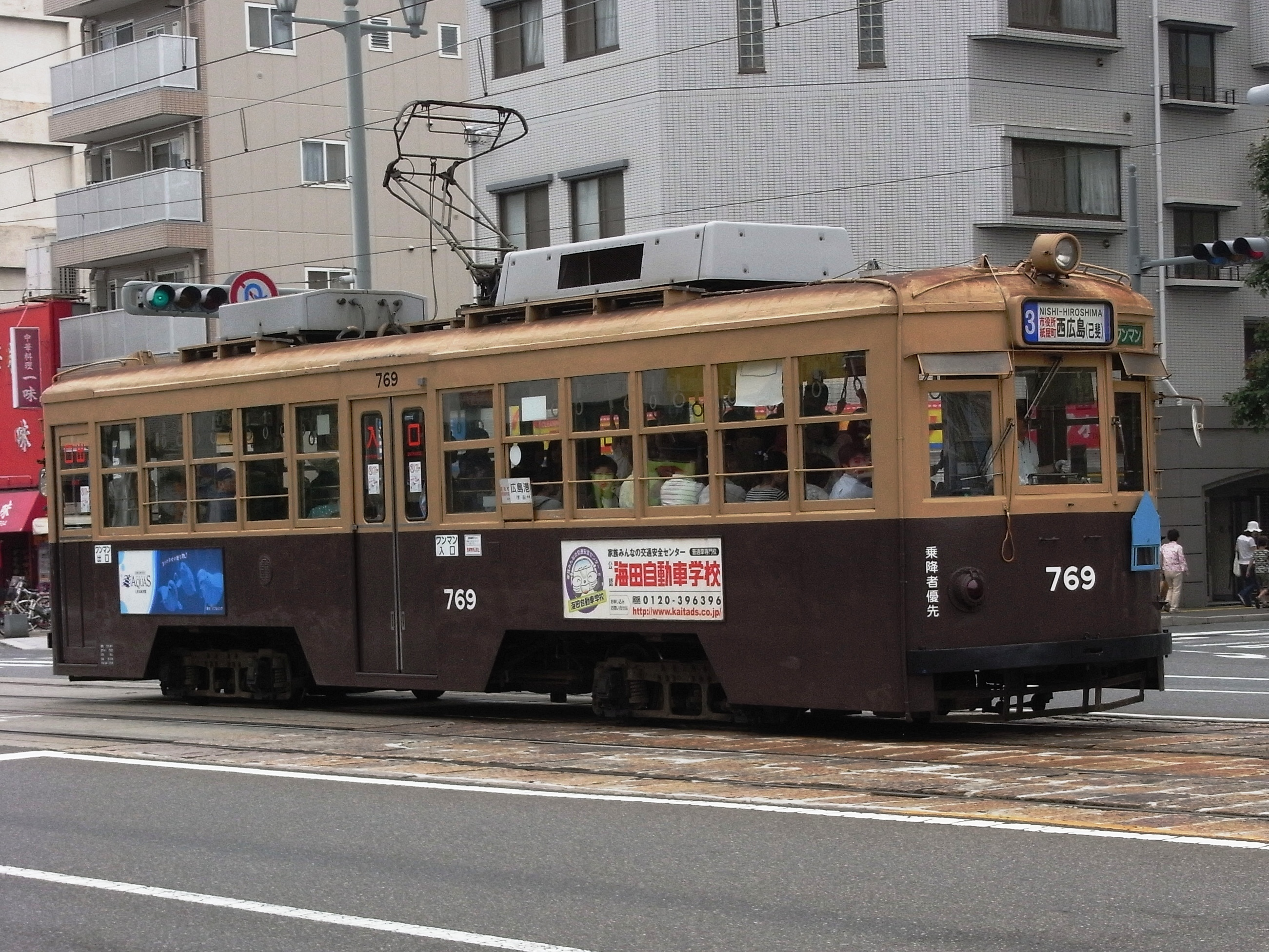
『にしき堂号』と同型の広島電鉄750形電車（769号）
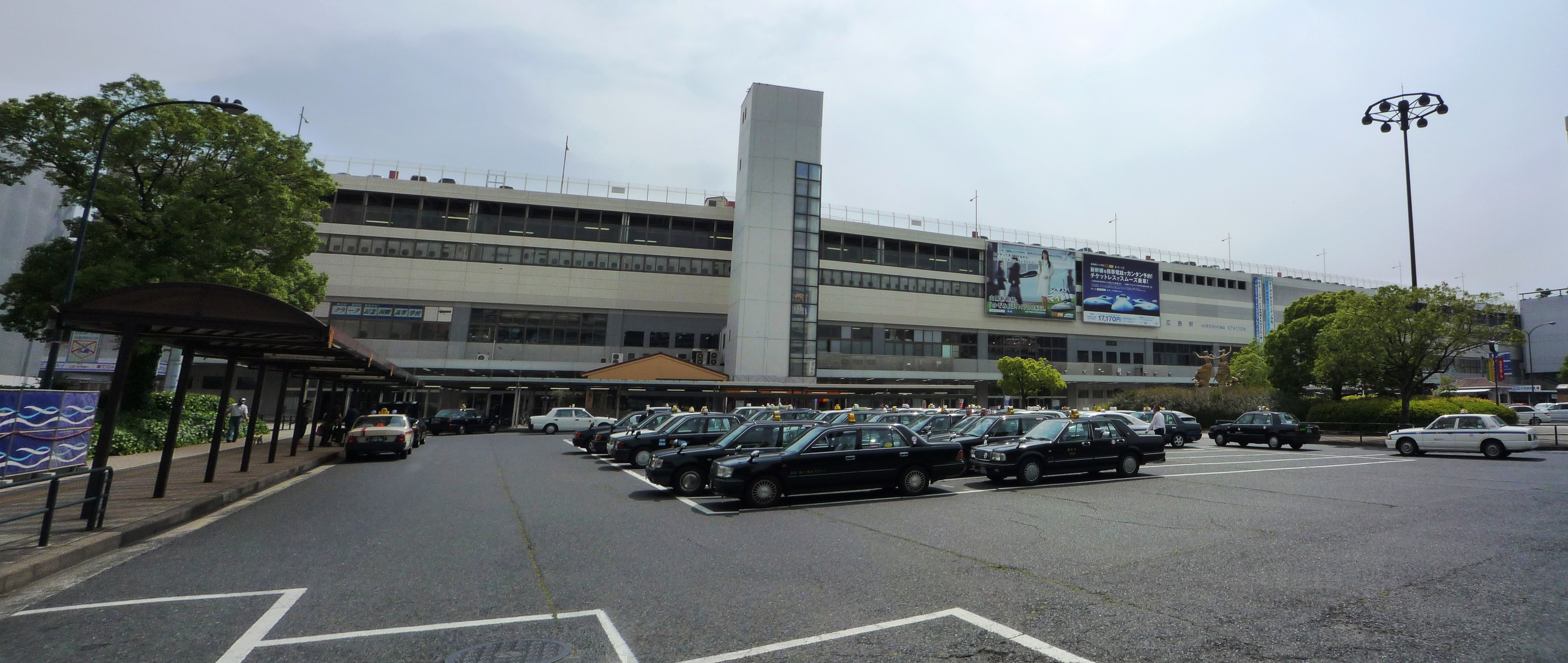
広島駅北口
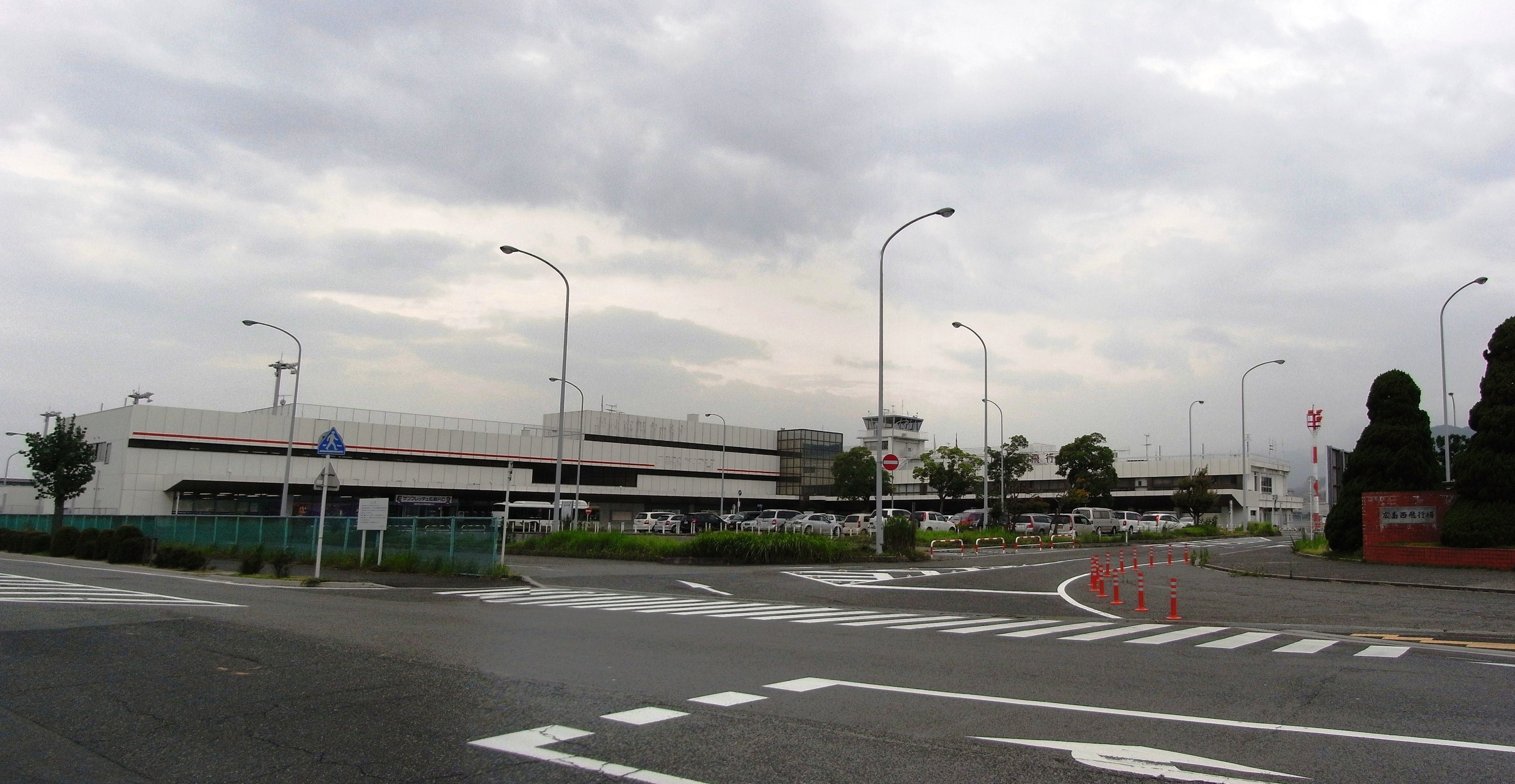
旧・広島空港 広島西飛行場（撮影時点）を経て現在は広島ヘリポート
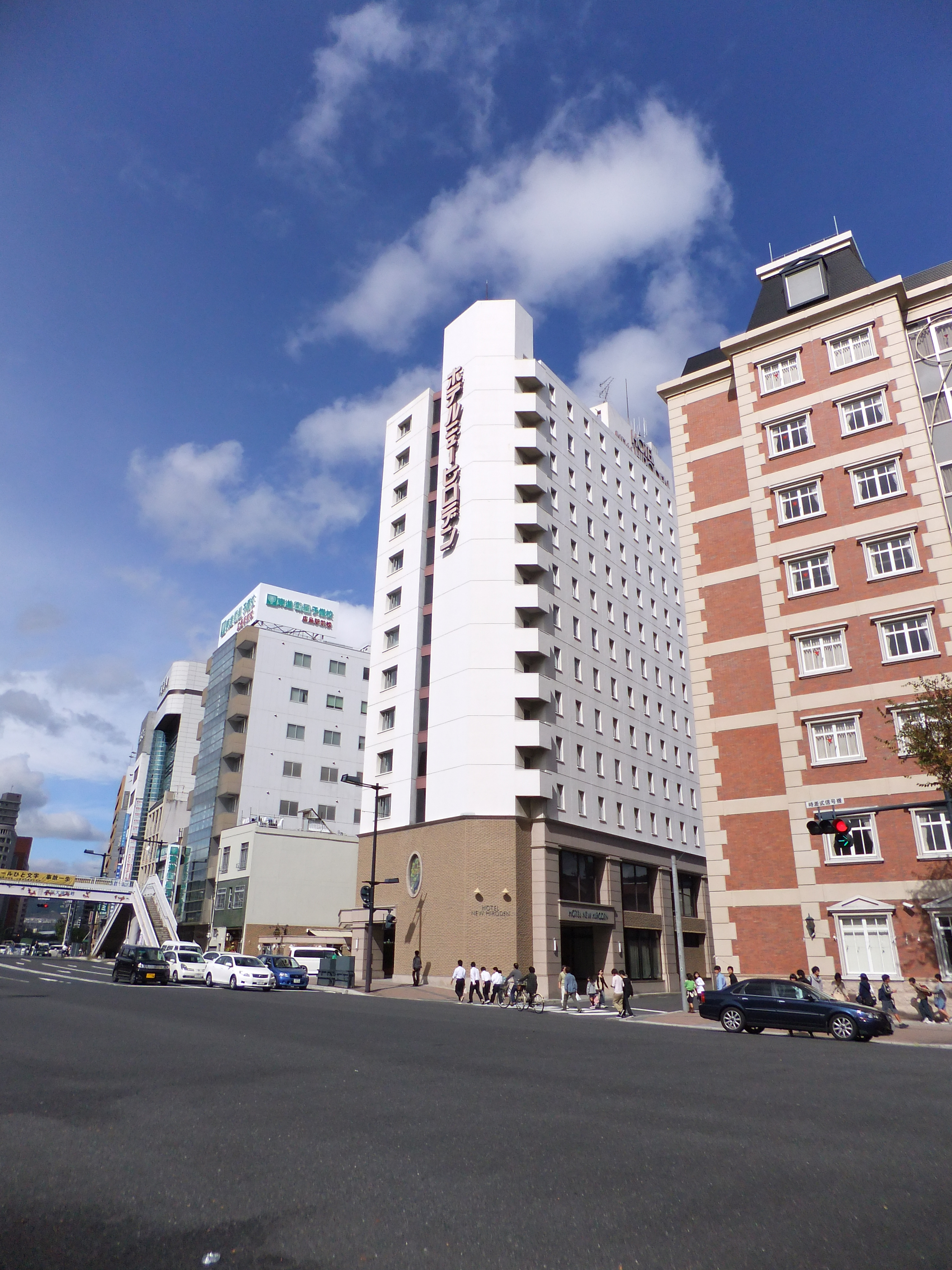
ホテルニューヒロデン
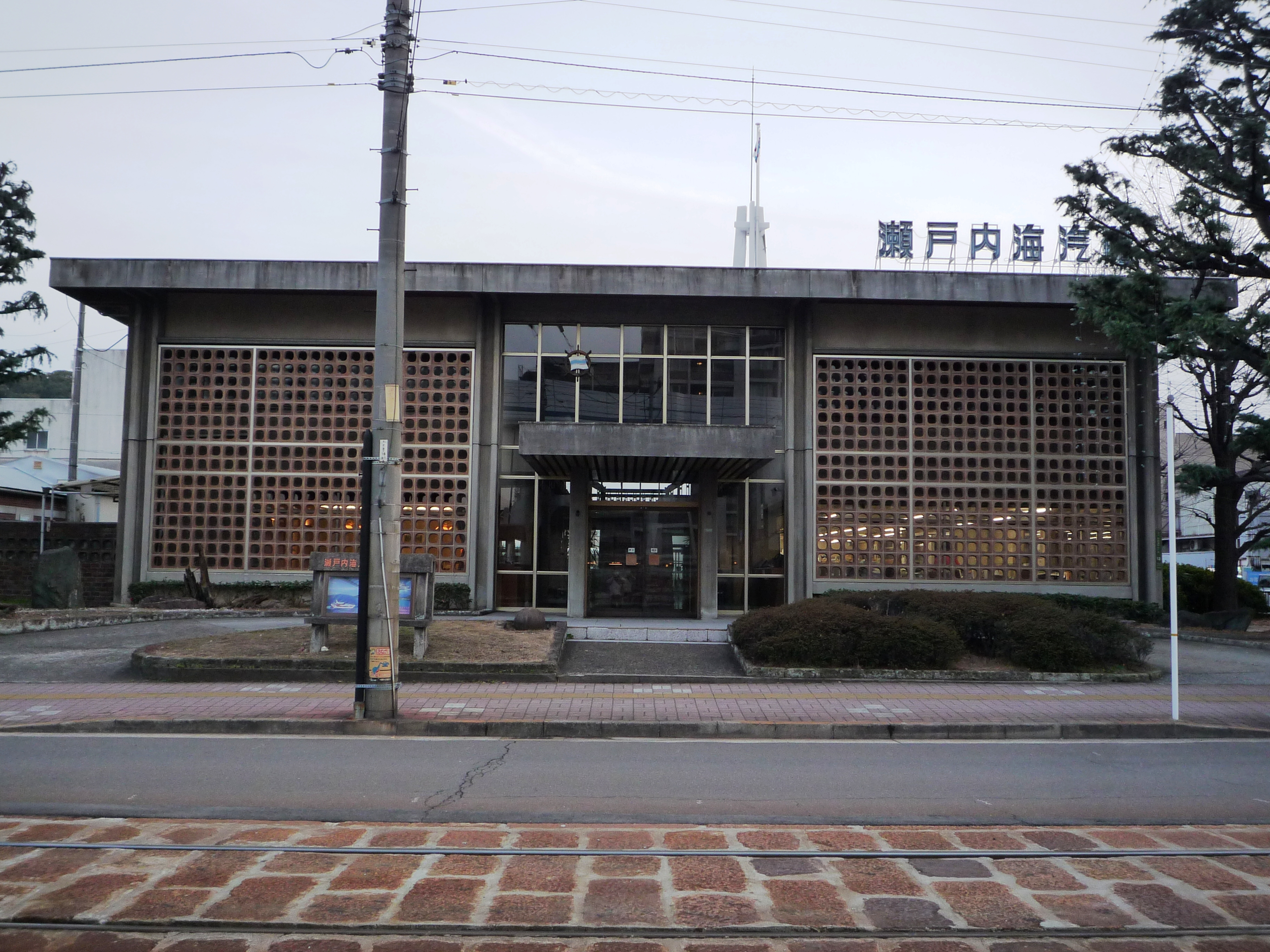
瀬戸内海汽船本社

- 放送日程
  - PART-II 第18話（1982年10月17日）「広島市街パニック !! 」（視聴率18.5 %、広島地区では49.6 %[1]）
  - PART-II 第19話（1982年10月24日）「燃えろ !! 南十字星」[注 5]（視聴率18.5 %）
- ストーリー概略

18話：組長を殺して現金輸送車を襲撃し広島で爆弾魔を殺害した暴力団員と大門軍団とのバトル。犯人は仲間を使って広電をジャックし、身代金を要求する。
19話：白昼商店街で買い物客をマシンガンで死傷させた犯人と大門軍団との、ヘロイン取引を介したバトル。
- ロケ日程：1982年7月3日 - 1982年7月12日
- 撮影協力（第18話）： 広島電鉄グループ、にしき堂、クラブ・ポエム、日産広島グループ[2]
- 撮影協力（第19話）： 瀬戸内海汽船、チチヤス乳業、日本メディカルサプライ、河童太郎、日産広島グループ[2]
- 制作協力：広島ホームテレビ[2]
- 破壊された主な建造物・乗り物

広島電鉄750形電車766号
第18話で市内線を走行中にジャックされる。市内各線を迷走した後宮島線広電宮島（現：広電宮島口）駅構内へ誘導され放水にて犯人が逮捕されたが、土倉が仕掛けた爆弾で爆破。
この電車はにしき堂の広告電車に塗装されて、「にしき堂」号として走った。
750形電車は2024年現在、762号車1両のみ現役の車両として営業運転に就いている他、768号車がイベント電車「TRAIN ROUGE」に改造されている。
- ゲスト

第18話
内田勝正（現金輸送車を襲撃した銀竜会の元組員・土倉純司）
船水俊宏（広電ジャックの共犯・田山）
岡本真（ジャックされた電車から現金を持ち出した男・川野）
星野晃（物語冒頭、鳩村・北条両刑事に土倉の居場所の件で暴力的聞き込みを受けたチンピラ）
永野明彦（広島駅地下道にて土倉に射殺される爆弾魔・井上）
信実一徳（井上のかつてのキャバレー仲間。広島駅沿いにて沖田・鳩村両刑事に暴力的聞き込みを受けたチンピラ）
藤井昭雄
中村要
B&B（島田洋七がにしき堂の製造工場の前島役で、島田洋八がチチヤス乳業の製造工場の小笠原役で、それぞれ出演。洋八が軍団から聞き込みを受ける。また、洋七は瀕死の状態だった所を軍団員の手で救出され、ラストシーンでは見舞いに来た洋八からもみじ饅頭を口に詰め込まれた）
南道郎（広島県警・袴田刑事）
武藤英司（広電専務・山下）
大谷照三（にしき堂社長、本人役）
第19話
風間健（大曽根が持つ覚醒剤を狙う主犯・風間時男）
黒部進（大曽根物産社長・大曽根）
水島美奈子（大曽根の秘書・倉本京子。実は風間の情婦）
石山雄大（風間の仲間の津田弘）
大下哲矢（大曽根物産社員）
庄司三郎（風間の仲間）
- その他

第18話で鳩村刑事と沖田刑事や大門明子が空路で広島入りするが、他の地方ロケで協力している東亜国内航空は羽田-広島線を就航しておらず、唯一就航している全日空を使用したという設定になっている（制作協力クレジットはないが、着陸シーンやチケットでロゴが確認できる。なお、東亜国内航空は広島市発祥の東亜航空をルーツに持つ航空会社であった）。
第18話の広島電鉄爆破シーンは後のPART-IIIのオープニングにも使用される。
スーパーZ、マシンRSは最初の地方ロケ出動回。但し、第19話は不参加だった。

### 第3弾：札幌

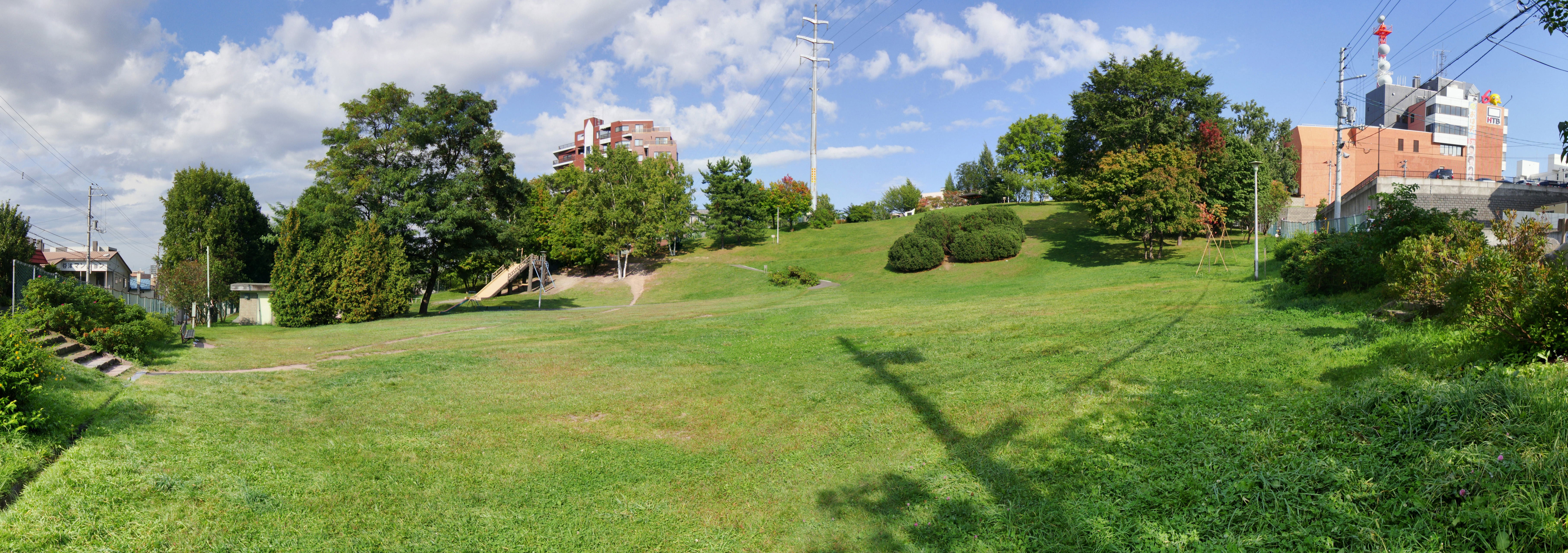
劇中にも登場した平岸高台公園
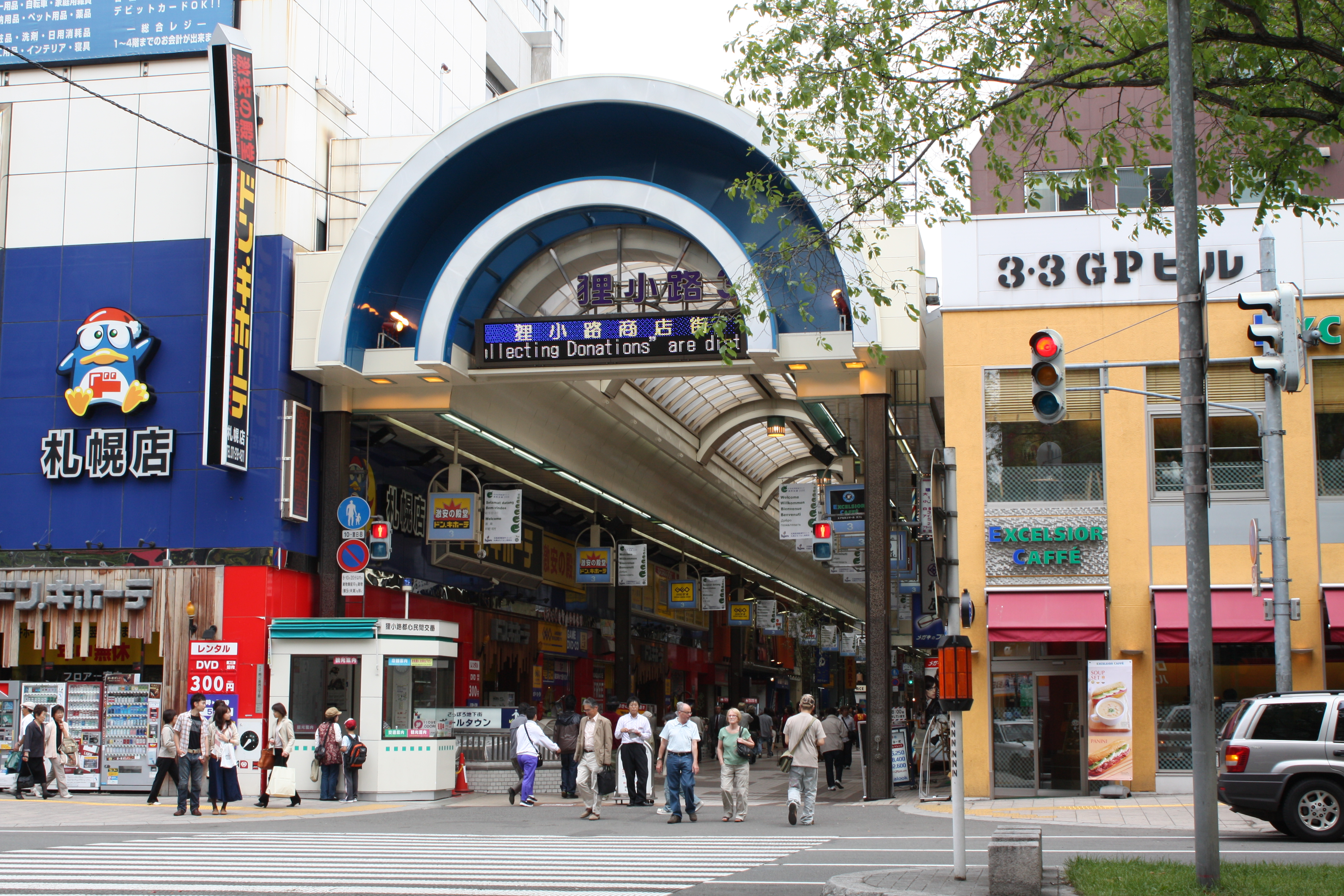
狸小路商店街
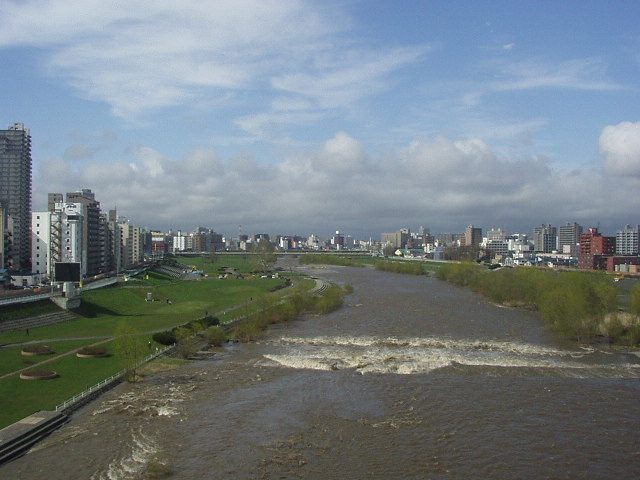
豊平川
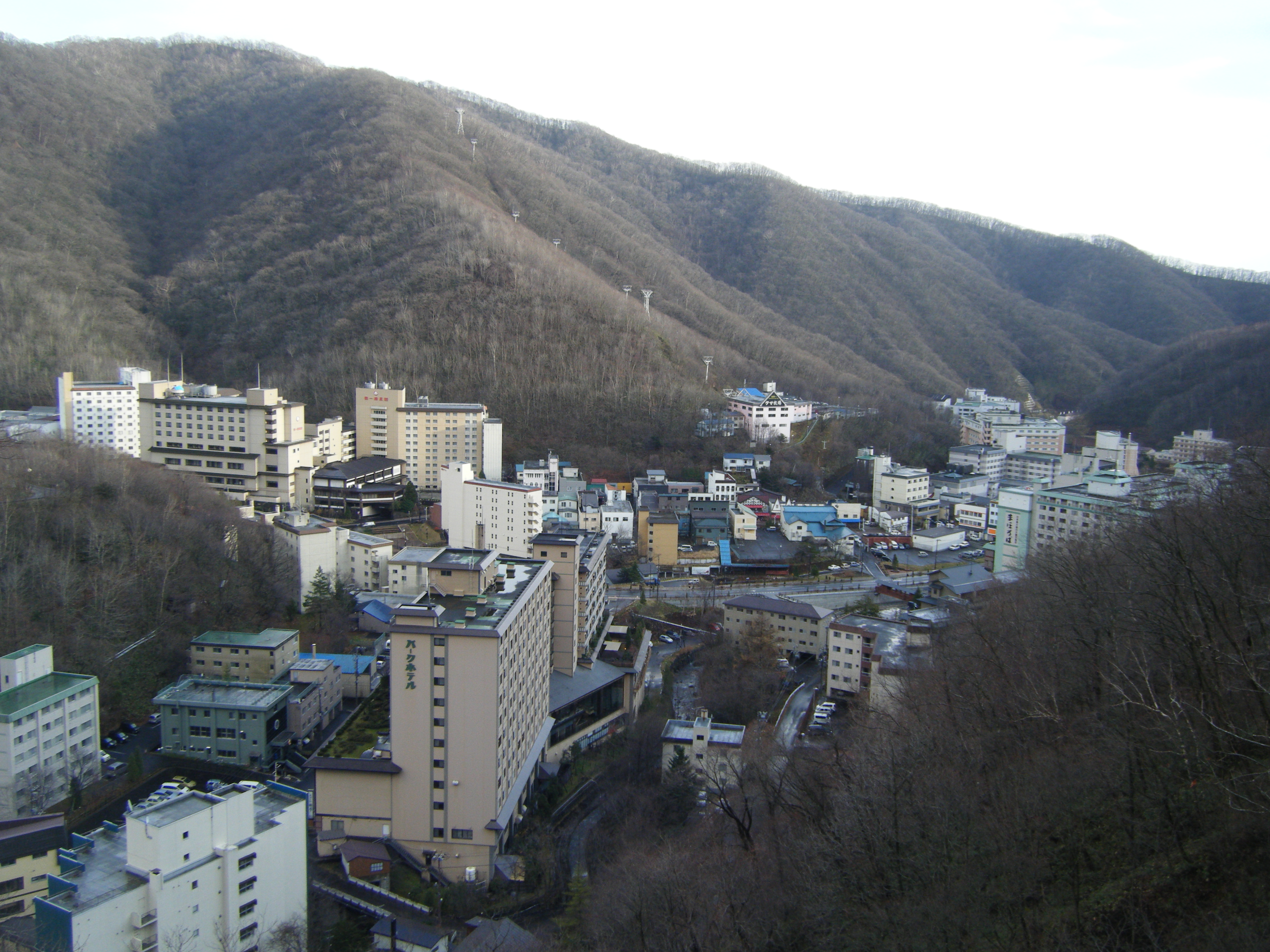
登別温泉

- 放送日程
  - PART-II 第26話（1982年12月12日）「-北都の叫び- カムバック・サーモン」
  - PART-II 第29話（1983年1月2日）「燃える原野! オロフレ大戦争」新春90分スペシャル

- ストーリー概略

第26話：覚せい剤密造組織と大門軍団とのバトル。
第29話：拳銃強奪組織と大門軍団とのバトル。
- ロケ日程：1982年10月6日 - 10月12日
- 撮影協力：北海道、札幌市、登別温泉、宝酒造、石屋製菓（白い恋人）、みよしの（テンフードサービス）、日本沿海フェリー、苫小牧港、東亜国内航空、北海道空港株式会社、札幌パークホテル、狸小路商店街、平岸高台公園、北海道自動車学校、千歳川国立さけますふ化場千歳支場、豊平川、日産さっぽろ会
- 制作協力：北海道テレビ放送

- 破壊された主な建造物・乗り物

麻薬製造工場（第26話）
捜査の手が伸びる事を察知した犯人グループが、大門軍団をおびき寄せて時限爆弾を仕掛け、爆破。当時札幌にあった宝酒造の工場施設を使用して撮影した。
廃屋（第29話）
犯人が道警、大門軍団皆殺しを狙って（ただし狙いは外れた）廃屋に仕掛けた時限爆弾が爆発。この廃屋は元々ホテルであったという。
- ゲスト

第26話
中村竹弥（宝酒造の水質研究所所長・林栄吉）
保積ぺぺ（林の息子で覚醒剤密造犯の松倉三郎こと林栄治）
北斗太郎（覚醒剤密造犯の中山）
成瀬正（密造犯の浅見）
永野明彦（塩酸エフェドリンを運んだ中根）
大宮隆（宝酒造社長、本人役）
第29話
沢田勝美（拳銃強奪犯として逮捕された高木）
青地公美（高木の妹）
戸塚孝（拳銃強奪の真犯人で主犯の本島）
藤原益二（本島の仲間）
石水勲（石屋製菓社長、本人役）
- その他

第26話のクライマックスでの銃撃戦内でパトカーが飛び上がるシーンは後のPART-IIIのオープニング（タイトルバック）でも使用された。
第29話では、捜査のために刑事が網走刑務所と函館に向かうシーンがあるが、当地での撮影は行われていない。前者は刑務所内のシーンのみ撮影し、後者はトラピスチヌ修道院の風景をバックに会話をアフレコで入れて放映された。

### 第4弾：名古屋

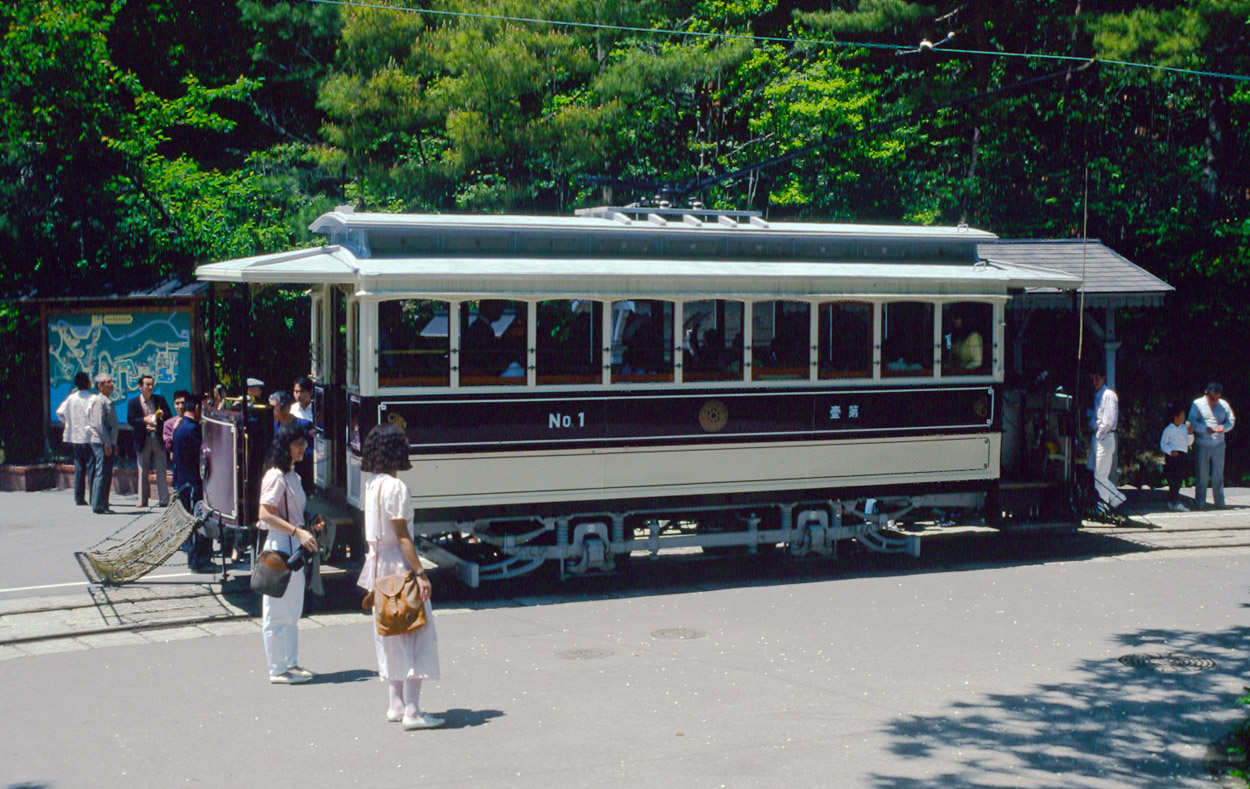
博物館明治村内を走る電車
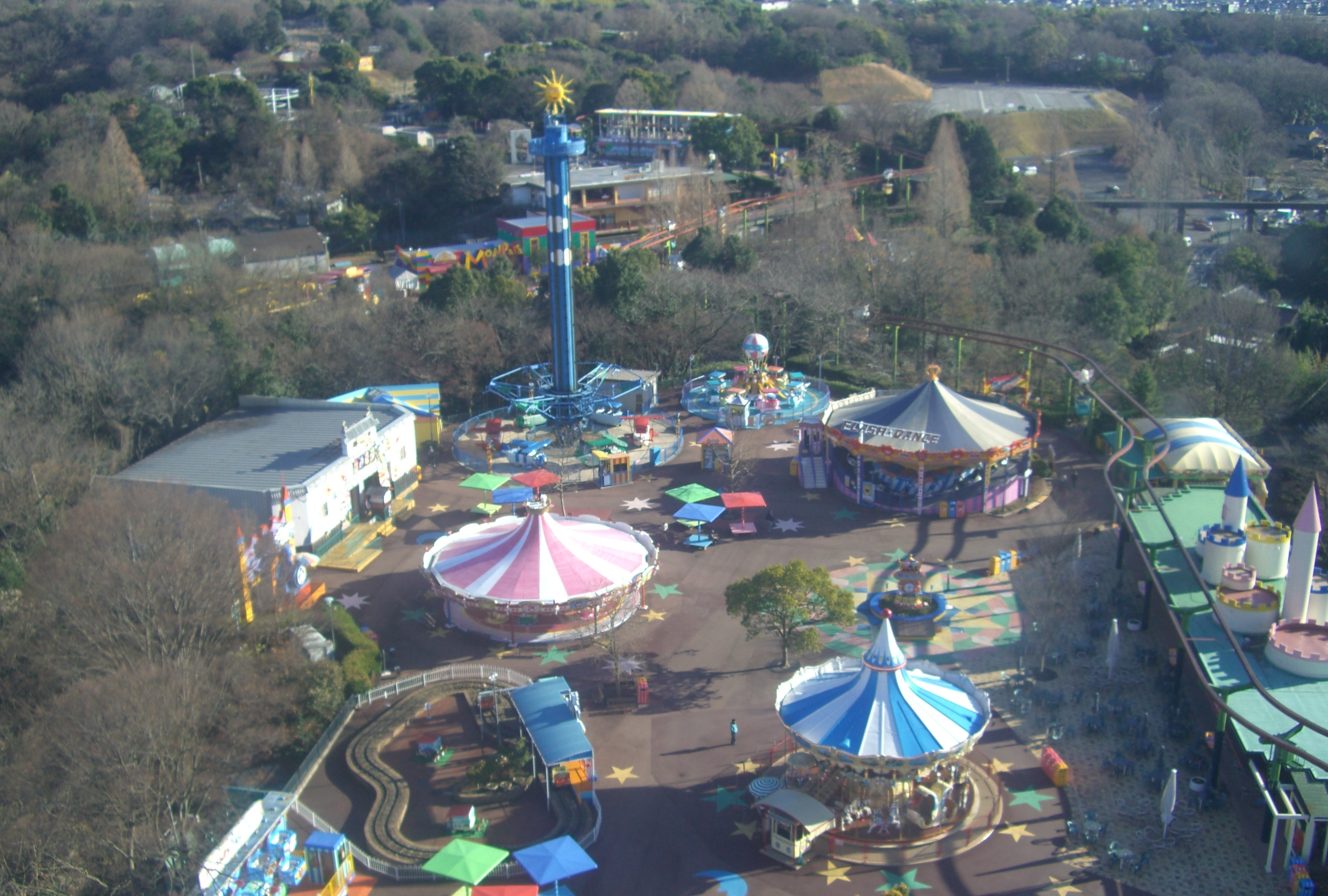
日本モンキーパーク

- 放送日程
  - PART-II 第37話（1983年2月27日）「戦慄のカーニバル - 名古屋篇 -」（視聴率17.0 %）
  - PART-II 第38話（1983年3月6日）「決戦・地獄の要塞 - 名古屋篇 -」（視聴率17.4 %）

- ストーリー概略

第37話：西部署の女性警察官一人を殺し一人を拉致した、逮捕された犯人の釈放を求める仲間と大門軍団とのバトル。
第38話：偽札偽造団と大門軍団とのバトル。
- ロケ日程：1982年11月22日 - 12月3日
- 撮影協力：愛知県、名古屋市、犬山市、三重県、長島町、名古屋駅、名古屋鉄道、名鉄犬山ホテル、リトルワールド、日本モンキーパーク、博物館明治村、長島温泉（長島観光開発）、ナガシマスパーランド、ステーキのあさくま、二村化学工業（現：フタムラ化学）
- 制作協力：名古屋テレビ

- 破壊された主な建造物・乗り物（第38話）

ステーキのあさくま藤が丘店（名古屋市名東区照が丘）
相沢らが目撃したあさくま社員を狙うために仕掛けた時限爆弾で爆破される。
庄内川沿いに建つ廃工場（煙突と発電設備の跡）
偽札偽造の工場。大門軍団との銃撃戦の後に、煙突に仕掛けた時限爆弾が爆破し煙突が崩壊。工場も爆破炎上。
- ゲスト

第37話
片岡五郎（宝石強盗犯の半沢克也）
永野明彦（半沢に宝石強盗を依頼したブローカー・土屋茂）
黒部進（宝石ブローカーの戸倉朝夫）
庄司三郎（戸倉の仲間・角文雄）
小坂明央（戸倉の仲間・水沼陽造）
壇喧太（戸倉の仲間・矢部進）
第38話
神弘無（愛知県警の刑事）
今井健二（偽札偽造犯の相沢）
一ノ瀬康子（鳩村の幼馴染・清水陽子）
吉田豊明
この他、あさくまの近藤誠司社長が本人役で出演。
- その他

第38話のクライマックスでの「おばけ煙突」の崩壊シーンは、後のオープニングでも使用された。
更に開園前で建設中のリトルワールドでもロケが行われた（開園は翌1983年3月）。
石原プロ専務である小林などの制作サイドが作ったストーリーの、煙突倒壊というクライマックスに対し、石原裕次郎含め出演者サイドからは「煙突倒して何が面白いんだ!」（石原）「何で煙突倒れんの?」（舘）という類いのブーイングがあったそうである（スタッフサイドの破壊偏重の姿勢が垣間見える）が、実際に映像になって、石原裕次郎は驚愕したという。
なお名古屋篇と釘打っているが第37話のクライマックスの長島温泉は三重県長島町(現:桑名市)にある。

## 西部警察PART-III時代の全国縦断ロケ
第5弾から第11弾までがここにあてはまる。
視聴率は、ビデオリサーチ社関東地区の調べ

### 第5弾：福島
- 放送日程
  - PART-III 第9話（1983年6月12日）「白銀に消えた超合金X ! - 福島・前篇 -」（視聴率17.8 %）
  - PART-III 第10話（1983年6月19日）「雪の会津山岳決戦 ! - 福島・後篇 -」（視聴率14.0 %）

- ストーリー概略

前後編で一つのストーリーが展開。夢の超合金「メルカロイX」と開発者の教授を、海外の死の商人に売り渡そうとする組織と大門軍団とのバトル。
- ロケ日程：1983年3月12日 - 3月22日
- 撮影協力：三万石不二屋、福島県会津農林事務所、あいづダストセンター、羽鳥サバイバルランド、ホテルリステル猪苗代、福島観光自動車、日中ダム（大成建設・鹿島建設共同企業体）、日産自動車福島販売
- 制作協力：福島放送（観光バスのシーンなどではエキストラ役として同社社員が登場した）

- 破壊された主な建造物・乗り物

犯人のアジト1棟（爆破：建設費3000万円。日中ダム建設現場に建設)　　福島観光自動車　日野製観光バス
- ゲスト

下條正巳（メルカロイXの開発者で東都工業大学教授の物理学者・大谷）
田口計（メルカロイX強奪犯の主犯・有吉）
森幹太（警視庁の幹部）
小林勝彦（メルカロイX強奪犯の共犯で警備会社社長・杉村）
外山高士（記者）
石山雄大
- その他

このロケに限り北条刑事（御木裕）は不参加(※詳細は当該項目を参照)。劇中では他の刑事から名は挙げられるが、出演しているのは前編(9話)冒頭のみ。
マシンRSはこの回が最後の地方ロケ回出動となる。
第10話のクライマックスとなる犯人のアジト1棟の爆破シーンはPART-IIIのオープニングにも使用されている。但し、その模様は第8話からのオープニングで先行で取り上げており、そのシーンは2話後のこの回となる。

### 第6弾：鹿児島
- 放送日程
  - PART-III 第17話（1983年8月28日）「吠えろ !! 桜島 - 鹿児島篇 -」（視聴率13.6 %）

- ストーリー概略

第二次世界大戦中ナチス・ドイツが開発した細菌兵器「ブラストマイセス・ブラジリエンス」を沖縄で強奪し、身代金を政府に要求した犯罪組織と大門軍団とのバトル。
- ロケ日程：1983年4月23日 - 4月30日
- 撮影協力：城山観光ホテル（現：城山ホテル鹿児島)、本場大島紬の里（現：奄美の里）、大濠ウェディングホール（現：ベルクラシック福岡大濠）、東亜国内航空、日本カーフェリー、ハニ交通、ハニ・バイエルン株式会社、鹿児島日産自動車、鹿児島日産モーター、日産プリンス鹿児島自動車、ほか
- 制作協力：鹿児島放送

- 破壊された主な建造物・乗り物

カーソン一味のアジト　桜島島内の砕石場跡地に特設したセットにて撮影　当日雨天の為爆破シーンは翌日撮影された
トーチカ状に建造された。最後の手段として細菌兵器「ブラストマイセス・ブラジリエンス」をばら撒いたカーソン一味に対し、防御服を着た山県によるサファリの放水により電気系統をショートさせられ、ショートが起爆剤となりアジト全体が爆発。
ゲスト
好井ひとみ（ロバート・カーソンを鹿児島で目撃したため殺された松村の婚約者の岸田里子）
木村元
ジョン・ランカスター（ロバート・カーソン）
- その他

この回の前となる第16話でR.S.シリーズ(R.S-1とR.S-2)が出揃ったが、その直後に地方ロケ出動となった回。またサファリでの地方ロケ出動はこの回がラストとなる。

### 第7弾：福岡
- 放送日程
  - PART-III 第18話（1983年9月4日）「パニック・博多どんたく - 福岡篇 -」（視聴率10.1 %）
  - PART-III 第19話（1983年9月11日）「決戦 ! 燃えろ玄界灘 - 福岡篇 -」（視聴率11.4 %）

- ストーリー概略

第18話：ゴールデンウィーク間近の4月29日、東京のとある病院院長の息子が、院長付きの運転手によって誘拐された。捜査を進めるうち、脅迫電話の向こうで鳴っていたチャイムのメロディが、福岡市で5月3日より開催される博多どんたく港まつりのどんたく囃子であり、誘拐犯は福岡にいる事が判明する。一路福岡に飛んだ大門軍団と、誘拐犯一味とのバトル。
第19話：第18話の後日談。地元福岡の新聞に活躍を取り上げられ、中洲で祝杯をあげる大門軍団。そんな中、とある女性と五代が拉致される。福岡市十二漁業協同組合に所属する漁師を殺害し、刑事である五代を利用して宝石強奪をもくろむ組織と大門軍団とのバトル。
- ロケ日程：1983年5月1日 - 5月10日[注 9]
- 撮影協力：大濠ウェディングホール（現：ベルクラシック福岡大濠）・福岡新天町商店街・オートバックス・タカクラホテル福岡[注 10]、日産福岡会

第18話のみ：西鉄福岡（天神）駅・福岡城址・成田山久留米分院・東亜国内航空・日本カーフェリー・博多どんたく会場
第19話のみ：日本一の桃太郎・博多サウナプラザ・福岡市十二漁業協同組合
- 制作協力：九州朝日放送

- 破壊された主な建造物・乗り物（第19話）

福岡漁協所有の100 t漁船 (1700万円相当)
岩城らにジャックされ犯人と共に博多湾で爆破炎上
- ゲスト

第18話
北村総一朗（津川病院の院長・津川）
剛たつひと（津川病院の運転手・荒木）
佐藤美和子（荒木の婚約者）
藤木孝（誘拐犯の村田）
信実一徳
第19話
松本ちえこ（川村今日子）
黒部進（武器強奪犯の岩城大造）
成瀬正（武器強奪犯の早川文治）
庄司三郎
中庸助（竜神会組長・大曽根義一）
戸塚孝
大前田武
- その他

第19話の漁船爆破シーンはPART-IIIの後期オープニングで使用されている。

### 第8弾：山形

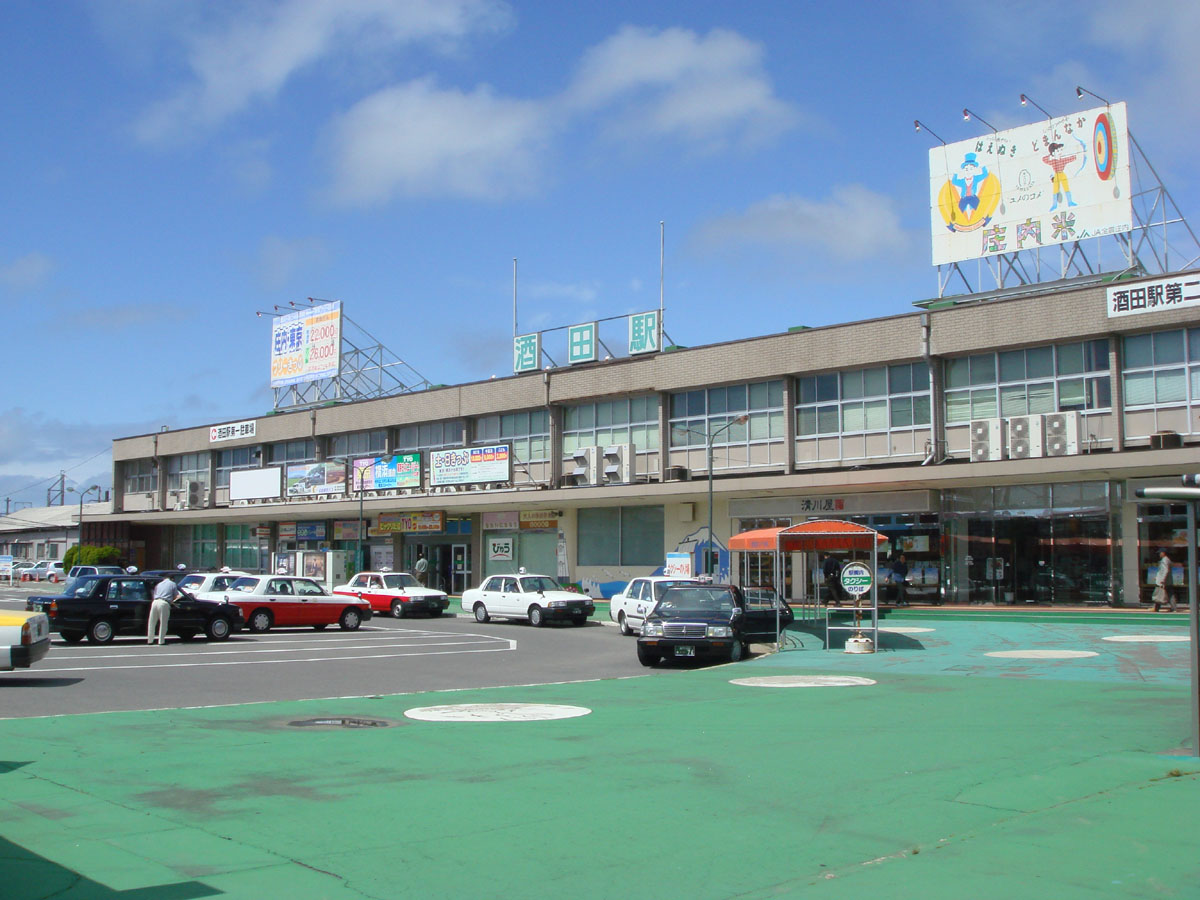
酒田駅
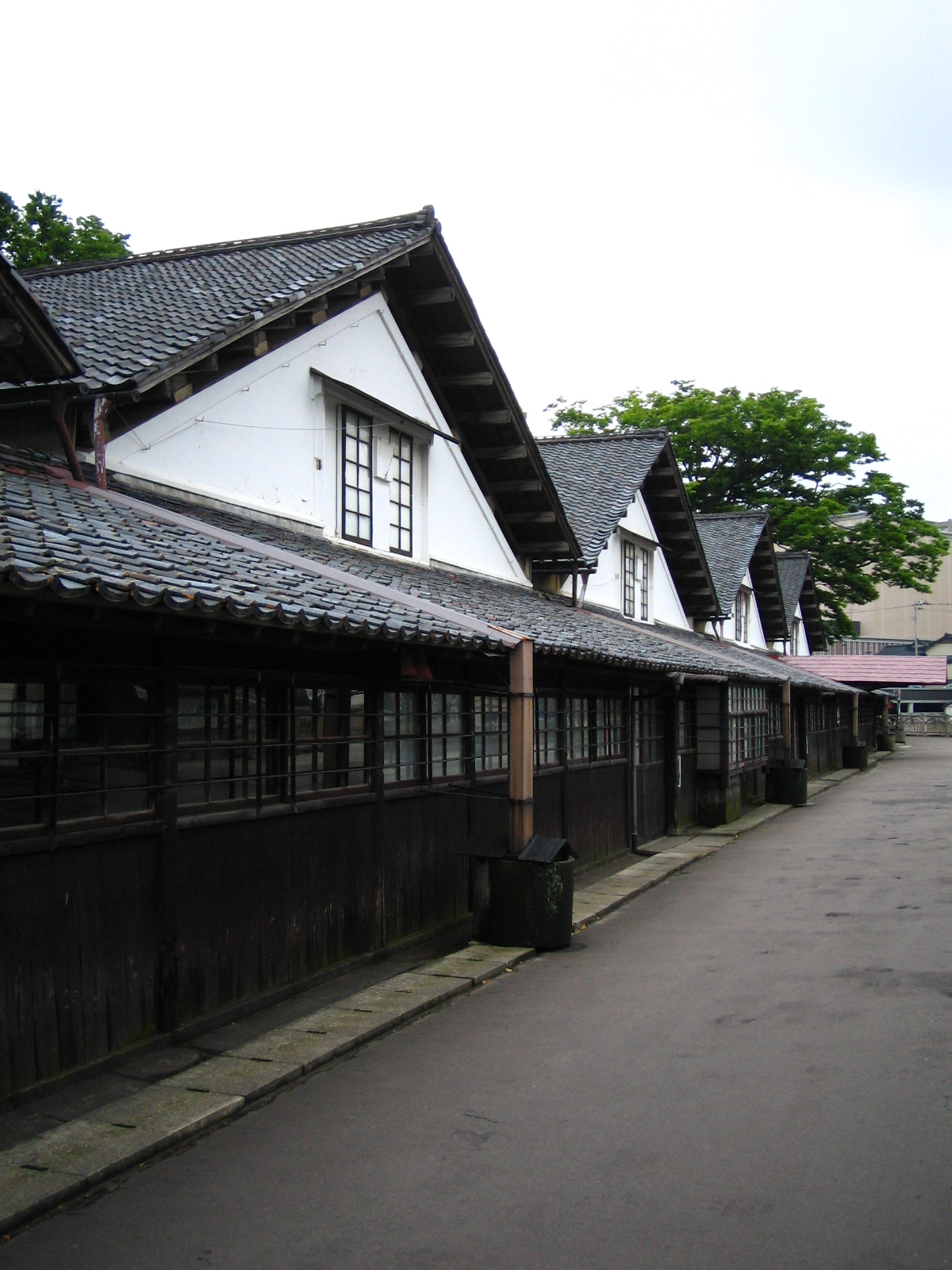
山居倉庫正面
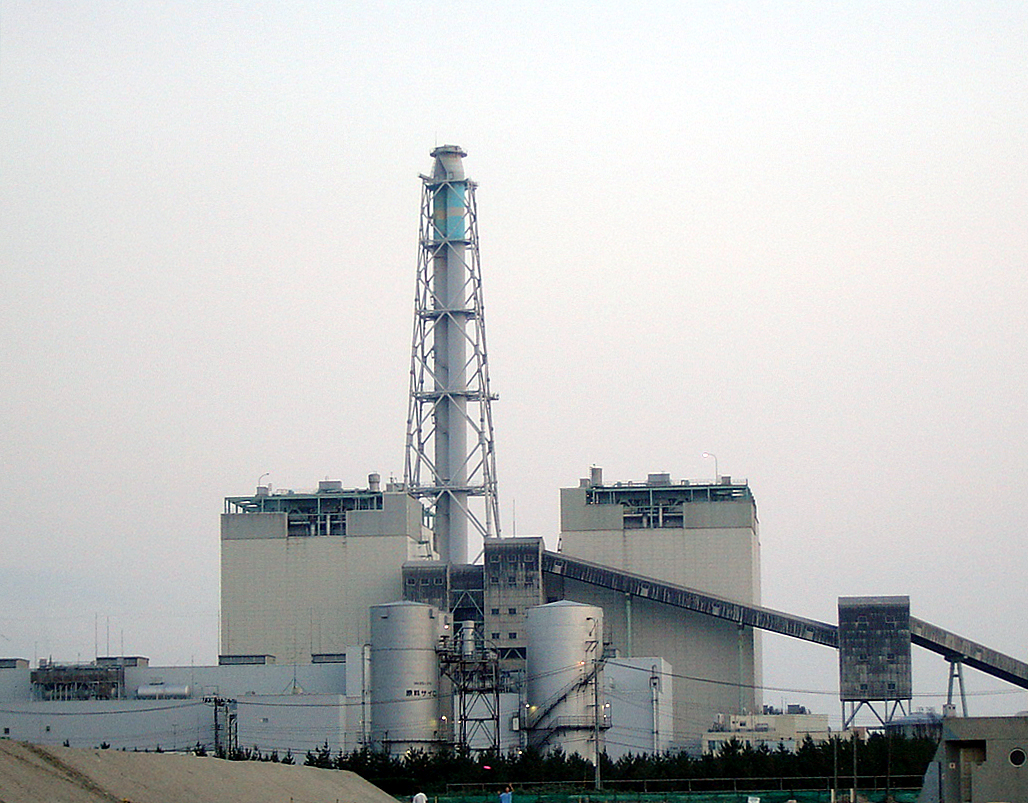
完成した酒田共同火力発電所
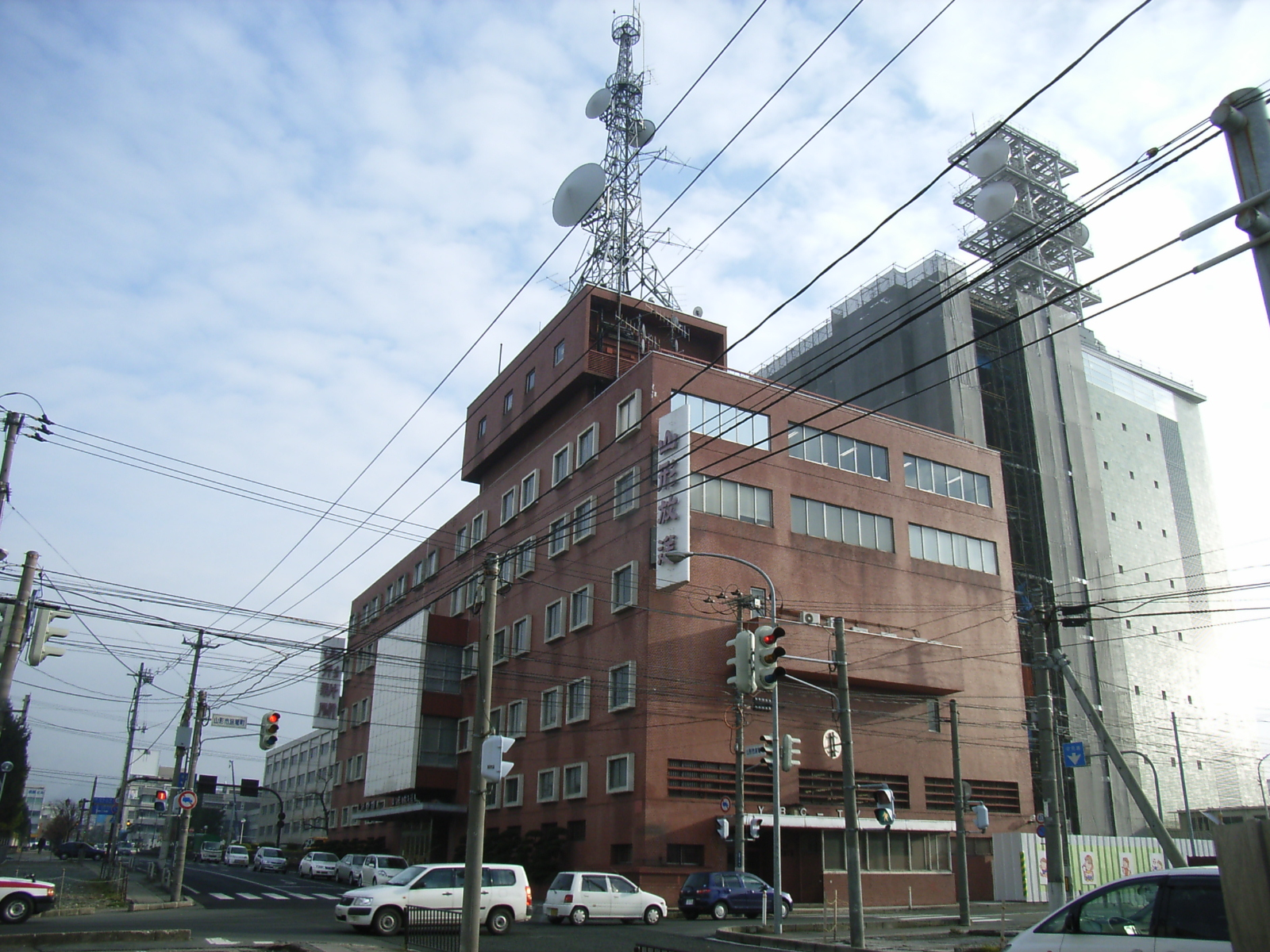
山形新聞放送会館
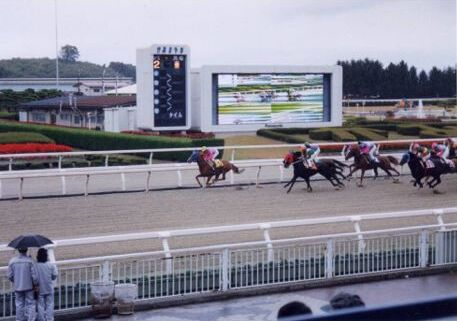
上山競馬場
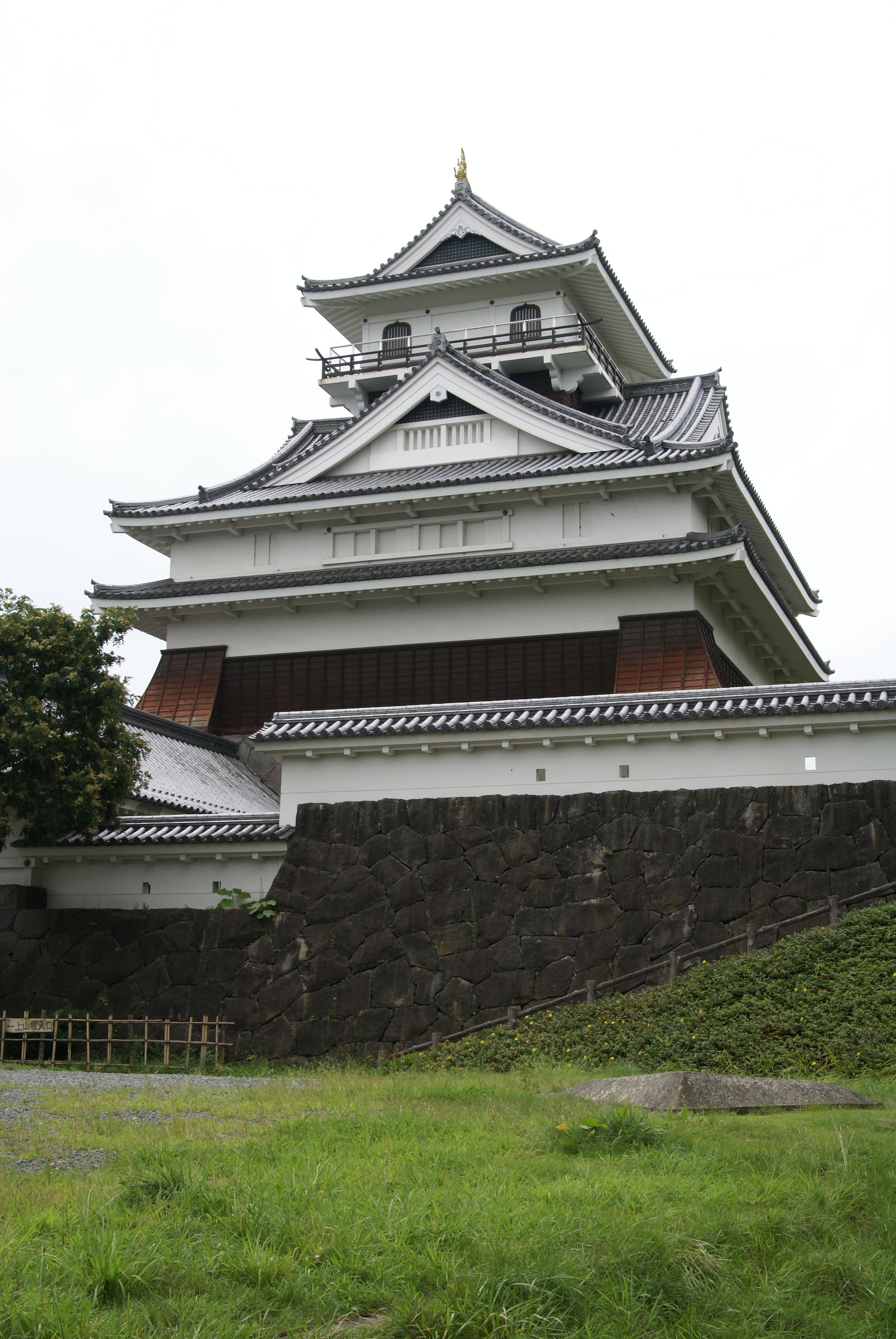
上山城

- 放送日程
  - PART-III 第23話（1983年10月16日）「走る炎 !! 酒田大追跡 - 山形篇 -」（視聴率14.2 %）
  - PART-III 第24話（1983年10月23日）「誘拐 ! 山形・蔵王ルート - 山形篇 -」（視聴率11.4 %）

- ストーリー概略

第23話：亜細亜重工で開発されていたミサイル「MX-83」とその開発者を強奪し、そのミサイルで酒田沖を航行している中央アフリカの独裁政権国家から亡命した反政府軍のリーダーなど計10名の殺害目的で彼らが乗船したヨーロッパ船籍の客船「ユーラシア号」を撃沈しようとする組織と大門軍団とのバトル。
第24話：政治家の小倉幹事長に解雇され、小倉幹事長に復讐を行おうとする黒幕の元秘書・政治家誘拐犯と大門軍団とのバトル。
- ロケ日程：1983年7月4日 - 7月14日
- 撮影協力：山形県、酒田市、上山市、東邦航空、山形新聞放送会館

第23話のみ：国鉄・新潟鉄道管理局（現：JR貨物新潟支店）・酒田駅・酒田港駅・酒田地区消防組合（現：酒田地区広域行政組合）・酒田地区共同防災センター・ホテルニュー湯の浜リゾート・港工業・さかたセントラルホテル・間組・大成建設・酒田共同火力発電所・中町モール商店街・庄内経済連（山居倉庫）·本間ゴルフ
第24話のみ：上山競馬場・上山城・上山市消防本部・日本の宿 古窯・関東医師製薬・十字屋山形店・柿崎時計店
- 制作協力：山形放送（当時日本テレビ系列・テレビ朝日系列クロスネット[注 12]。現在は日本テレビ系列）

- 破壊された主な建造物・乗り物

国鉄貨車3両
ミサイル運送車含め、ミサイル爆破に巻き込まれる
ミサイル発射基地として使われた倉庫
犯人・ミサイルと共に爆破
馬運車
上山競馬場で黒幕の元秘書・政治家誘拐犯と共に爆破
- ゲスト

第23話
谷村昌彦（酒田署の刑事）
田中浩（ミサイル強奪犯のヘンリー野口）
江見俊太郎（島崎）
千波丈太郎（前川良治）
外山高士（本間ゴルフに勤務。昔は、刑事で警察学校で木暮課長の同期であった。）
第24話
金内吉男（小倉幹事長の元秘書で黒幕の片山道彦）
中田博久（幹事長誘拐犯の矢島透）
草薙幸二郎（小倉幹事長の秘書）
外野村晋（小倉幹事長）
庄司三郎

### 第9弾：仙台
- 放送日程
  - PART-III 第32話（1983年12月18日）「杜の都・激震 !! - 宮城・前篇 -」（視聴率11.0 %）
  - PART-III 第33話（1983年12月25日）「仙台爆破計画 - 宮城・後篇 -」（視聴率15.0 %）

- ストーリー概略

前後編で一つのストーリーが展開。東京で中央核燃料開発センターから実験用の高濃縮ウランを積んだトラックが運送中に犯人側により襲撃され盗まれてしまう。トラックは後に発見されるが、高濃縮ウランはすでに保冷車に積み替られた後であった。その後手配された保冷車は仙台で発見されたが、仙台で息子と一緒に犯人側に拉致された東北理科大学の中里圭一郎原子物理学助教授により、高濃縮ウランは犯人側が用意したアジトで核爆弾に製造され、それを爆発させて仙台を壊滅させるという、歴史上かつてない犯罪を成し遂げようとするアナーキストと大門軍団とのバトル。
- ロケ日程：1983年8月25日 - 9月3日
- 撮影協力：エンドーチェーン、戸田建設、大本山 成田山（後に仙台分院となる）、奈る駒、仙台ワシントンホテル（現在は閉鎖）、岩沼屋（現：TAOYA秋保）、阿部かまぼこ店、西仙台ハイランド（現：仙台ハイランド）、日産サニー宮城販売（現：日産サティオ宮城）、日産部品宮城販売 医療法人浄仁会大泉記念病院
- 制作協力：東日本放送

- 破壊された主な建造物・乗り物（第33話）

大型バス
滝沢らの移動アジトであったが、護身用のTNT火薬に誤引火し、爆発。
- ゲスト

小野武彦（核爆弾製造の主犯・滝沢礼次郎）
片岡五郎（中里教授拉致の実行犯・溝口）
南城竜也（爆弾製造の一味・伊庭亮）
中田譲治（爆弾製造の一味・三宅）
広瀬昌助（中里圭一郎助教授）
三浦リカ（中里の婚約者・相原杏子）
成瀬正（宮城県警の刑事）
稲垣昭三
幸田宗丸
佐原健二（原子力保全委員・布施）
チェリッシュ（核爆弾がセットされている、エンドーチェーン主催のイベント会場のゲスト歌手）

### 第10弾：岡山・香川
- 放送日程
  - PART-III 第39話（1984年2月12日）「激闘 !! 炎の瀬戸内海 - 岡山・高松篇 -」（視聴率11.8 %）
  - PART-III 第40話（1984年2月19日）「激突 !! 檀ノ浦攻防戦 - 岡山・高松篇 -」（視聴率12.2 %）

- ストーリー概略

第39話：（岡山編）自分を逮捕した元警察官に復讐するため脱獄した犯人と大門軍団とのバトル。
第40話：（香川編）39話の後日談。旧紙幣の強奪をもくろむマフィアと大門軍団とのバトル。
- ロケ日程：1983年10月27日 - 11月8日
- 撮影協力（第39話） - 下電タクシー、下津井電鉄、鷲羽山ハイランド、カルチャーホテル（現：リーセントカルチャーホテル）、日産会岡山、カバヤ食品、表町商店街・天満屋、おおもと病院、穴吹工務店、温泉郷塩江町、宇高国道フェリー、加藤汽船、オートバックス[2]
- 撮影協力（第40話） - カトキチ、kasco鎌田利、下電タクシー、下津井電鉄、鷲羽山ハイランド、ステーキハウス千萬、丸亀町商店街、穴吹工務店、高松国際ホテル、香川日産会、宇高国道フェリー、加藤汽船、オートバックス[2]
- 制作協力：瀬戸内海放送[2]
- 破壊された主な建造物・乗り物

下津井電鉄のバス（日産ディーゼル4R）
阿久根の仕掛けた時限爆弾により、下電興除車庫内にて爆破炎上。
下津井電鉄の観光バス（日産ディーゼル6R）
逃走に失敗した阿久根らが追跡から逃れるために運転手ごとジャックし、追跡してくるパトカーを工事現場から盗んできたダイナマイトで攻撃しながら新岡山港でのカーチェイスの後にショベルカーで包囲。バスが砂山に突っ込み、人質の運転手が脱出した後に阿久根が暴走させようとしたが仲間共々大門に撃たれ、爆破した後に船舶用燃料貯蔵庫に衝突し貯蔵庫ごと爆破炎上した。このシーンにはメイキング映像があり、出演者へのインタビューやロケ現場のリポートも交え後日瀬戸内海放送で放映されている。
船舶用燃料貯蔵庫（第39話）
新岡山港に建てられて下電バスが突っ込み爆破炎上。背景に登場する白い塔（岡山市水道局高島給水塔）は令和まで現存していたがのちに解体された。
瀬戸内赤潮研究所（第40話）
東剣島にある香港マフィアの揚らのアジト。大門軍団との銃撃戦の後に爆破炎上。香川県庵治町沖の無人島（稲毛島）に建てられた。爆破費用1500万円。
- ゲスト

第39話
佐藤允（山県の神奈川県警港南署時代の上司だった栗原。退職後帰郷し、下電部長になった）
伊吹徹（脱獄犯・阿久根）
上原敏郎（阿久根の仲間・梅津）
大前田武（阿久根の仲間・秋山）
中山昭二（下津井電鉄社長）
井上博一（岡山県警・松崎刑事）
第40話
睦五朗（香港マフィア・楊竜光）
宮口二郎（殺し屋・三枝徹男）
根岸一正（三枝の相方・関根五郎、三枝と合わせて前科20犯）
長江英和（楊竜光の側近）
五十嵐知子（鎌田利の研究員・浅倉洋子）
石崎洋光（日本国際銀行の部長・北村）
荻原紀
庄司三郎
戸塚孝
三上剛（加ト吉の工場主任・西川）
- その他

単回ではあるが18・19話の福岡篇同様に後日談式のストーリーとなっており、40話は冒頭から岡山の鷲羽山ハイランドから始まって前回(39話)の事件解決も取り上げている。

### 第11弾：関西
- 放送日程
  - PART-III 第48話（1984年4月22日）「激追 !! 地を走る3億ドル - 大阪・神戸篇 -」（視聴率10.1 %）
  - PART-III 第49話（1984年4月29日）「京都・幻の女殺人事件 - 京都篇 -」（視聴率6.8 %）
  - PART-III 第50話（1984年5月6日）「爆発5秒前 ! 琵琶湖の対決 - 大阪・大津篇 -」（視聴率11.6 %）

- ストーリー概略

第48話：偽ドル偽造団と大門軍団とのバトル。
第49話：モデル失踪事件から浮かび上がる、裏の陰謀を暴く大門軍団。
第50話：ニトログリセリンを使用したシージャック事件を追う大門軍団。
- ロケ日程：1984年2月24日 - 3月11日
- 撮影協力：琵琶湖汽船 、宝酒造、エルシーウェア、兵衛向陽閣（有馬温泉）、中納言、カメラのナニワ、ワコール、シャロン、グリーンピア三木、神戸市（須磨ベルトコンベア）、大阪エアウェーズ、大林組、グリーンスタジアム神戸（現：ほっともっとフィールド神戸）建設用造成地、鳥潟病院
- 制作協力：朝日放送（第49話に当時開発中の関連施設、ABCゴルフ倶楽部（ゴルフ場）が登場する。また聞き込みの背景に大阪マルビルの電光掲示板に当時放送していた夕方ニュース番組『たいむ6』のタイトル（「6時です たいむ6 朝日放送テレビ」）が表記されている。第49話で同局の乾浩明アナウンサーがワコールの社長秘書役で出演。

- 破壊された主な建造物・乗り物

小型トラック（炎上）
プレハブの資材倉庫（爆破）
- ゲスト

第48話
小野みゆき（中納言に勤めるウェイトレスで元FBI捜査官の異母妹・夏川エリ）
深江章喜（偽札偽造犯の主犯・ジェームズ勝田）
滝川潤（偽札偽造犯・鳥羽）
福本清三（偽札偽造犯・軍司勝）
下元年世（大阪府警刑事）
南条好輝（軍司らに拉致されるエルシーウェア販売員）
キダ・タロー（通行人）※ノンクレジット
赤塚歩（夏川エリの同僚）
塩山寅三（カメラ屋店員、第50話にも登場）
第49話
浅野ゆう子（ワコールの専属モデル・島本冴子）
北村総一朗
神田隆（堂島）
唐沢民賢
坂口徹郎
芝本正（京都府警・遠藤刑事）
乾浩明（ワコールの社長秘書・鈴木）
田中弘史（不動産屋・川越一郎）
米村嘉洋（京都府警刑事）
西川きよし（京都の探偵事務所の所長・与田）
大宮隆（宝酒造会長）本人役で出演。
塚本幸一（ワコール社長）本人役で出演。
第50話
内田勝正（防衛隊の元爆弾処理技術者で爆弾犯の坂本次郎）
大下哲矢（シージャック犯・小泉武）
田畑猛雄（シャロンの社長）
西園寺章雄（ミシガン船長）

## 全国縦断ロケ以外の大規模地方ロケ
- カーチェイス、爆破と言ったスタイルの地方ロケそのものはPART-I 第45話「大激走 ! スーパーマシン」（マシンX初登場の回。この回では東名高速道路を使って逃走する犯人一味を静岡県御殿場市まで追い詰め、同地で射殺している）が、さらに1話ほとんどまるごと地方での捜査・犯人逮捕シーンに費やし、大門以下の刑事たちが地方に出張という形で派遣される設定で、地方ロケ先での日産販売会社や現地企業・団体への聞き込み捜査を行うシーンなどは第47話「笛吹川有情」（山梨県甲府市および現在の笛吹市地域を舞台とし、同地で大規模ロケを行った）がそれぞれ最初と言える。
- そして、第64話「九州横断大捜査網 !! -前編-」・第65話「博多港決戦 !! -後編-」で行われた九州ロケにて、追跡するパトカーを武器で破壊していくという、それまでの西部警察にはないスタイルが登場し、これが全国縦断ロケにおけるアクションスタイルの雛形となった。その後PART-IIIでも全国縦断ロケとは別に、アクションだけに頼らない形態の大規模地方ロケが行われていた。

### 1984年・名古屋
- 放送日程
  - PART-III 特番（1984年1月1日）「燃える勇者たち」（正月スペシャル）

- ストーリー概略

金塊強奪事件の解決を一任された木暮。特命を帯びた大門軍団と、金塊を強奪し東側のエージェントとして動く組織とのバトル。
- 撮影協力：長島温泉（長島観光開発）、チェスコム、日本マクドナルド、オートバックス、矢野サーカス
- 制作協力：名古屋テレビ

- ゲスト

勝新太郎（ジミー東郷）
財津一郎（国際強盗の黒幕・小山内）
丹波哲郎(特別出演)（内閣調査室室長・長谷川）
亀石征一郎（強盗犯でパイロットの日高）
倉田保昭（国際強盗の仲間）
福本清三
小池雄介（強盗犯の島岡）
石山雄大（強盗犯の佐古光）
椎谷建治
ウイリー・ドーシー（強盗犯のジム・マイヤー）
- その他

この回では大規模な爆破や自動車の破壊はほとんどなく、クライマックスでは（サーカスに潜入したため、発砲すると動物が驚いてサーカスでは使えなくなってしまうと言う理由から）銃火器類を使用しておらず、肉弾戦によるアクションがメインとなった。
車両ではR.S-3は不参加。
本稿で表記する『名古屋』だが、実際は名古屋の他、三重県の四日市・長島町(現:桑名市)にも訪れている。

### 1984年・最終回
- 放送日程
  - PART-III 第69話 (1984年10月22日・月曜日)「大門死す ! 男達よ永遠に…」

ロケ地：パリ、北海道(苫小牧、夕張)、静岡、岡山(岡山、犬島)、福岡
- ストーリー概略

国際テロリストとしての出世を狙い、当時の組織のボスであったガストンレグレスを治安組織への密告により裏切って、さらに国内でテロ行為を繰り返す、藤崎礼次率いるテロ組織「鷹の目」と、テロ対応の特命を帯びた大門軍団とのバトル。
- 制作協力：北海道テレビ、静岡けんみんテレビ（現：静岡朝日テレビ）、瀬戸内海放送、九州朝日放送

- 破壊された主な建造物・乗り物

防衛隊の武器弾薬を搭載したトレーラー
夕張でのテロ攻撃により引火の危険を感じた大門が、トレーラーをテロ組織が籠城する廃屋に突っ込ませて廃屋もろとも爆発。トレーラーヘッドは爆破直前に分離した。
廃屋
夕張でのテロ攻撃のアジトとおぼしき施設。大門が突入させた武器トレーラーもろとも爆発。
鷹の目のアジト
大門に致命傷を負わされた鷹の目の首謀者、藤崎の自爆により爆破。爆破費用5000万円。
- ゲスト

原田芳雄（テロ組織の首謀者・藤崎礼次）
中村晃子（藤崎の仲間でピアノ弾きの女・圭子。大門を射殺したが、大門軍団によって狙撃され、小屋ごと蜂の巣にされた。）
倉田保昭（バスジャック犯・緒方。相棒・北見とともに逮捕、一度は藤崎の要求により釈放されるが、藤崎の死により再逮捕される）
深水三章（緒方の相棒・北見）
小林稔侍（テロ組織のメンバー・一柳。戦闘中に射殺）
北條清嗣（テロ組織のメンバー・須賀。戦闘中に射殺）
黒部進（夕張でのテロ攻撃の指揮者）
戸塚孝
片岡五郎
ジャンル・ウルフ（ガストン・レグレス。物語冒頭で射殺される国際テロリスト）
宝田明（梶 徳則 警視庁刑事部参事官、木暮とはキャリア組の同期）
中丸忠雄（戸ヶ崎 靖 警視庁刑事部長）
小野武彦（国際刑事課の刑事）
成瀬正孝（岡山県警の刑事）
中田鉄治（当時の夕張市長・五代の執刀医として出演）
川口智子（岡山にて拉致された10歳の少女・河合洋子）
多田羅重信・瀬戸内海放送制作部長【当時、後に常務取締役】（機動隊長・福原）
武田鉄矢(特別出演)（本人役。瀬戸内海放送から生中継された番組『鉄矢のびっくり外報部』司会者。一時人質にされるも解放される）
山村聡（亜細亜電機会長・佐伯。岡山にて少女・河合洋子と共に拉致される）
- その他エピソード

余談であるが、静岡ロケの部分にはメインのレギュラー出演者が誰も登場せず、他のロケ地とは違い、エピソード的なものとなっていた。これは「全国縦断ロケ」の第1弾として協力してくれた静岡への最後のお礼として組み込まれたものであったということが、後に静岡朝日テレビで放送された番組内で紹介された。

## 関連番組
- 石原裕次郎生誕80周年企画「4K未来映像プロジェクト」[7][8]の一環として、紀行番組『西部警察 全国キャラバン!!ロケ聖地巡礼』（全10話）が制作され[9]、2015年9月1日より、ドラマ本編と同時にJ:COMオンデマンド、全国のケーブルテレビ局、チャンネル銀河、ファミリー劇場などで順次放送されている[10]。